# Liste der Biografien/Phi
Liste der Biografien |
Portal Biografien |
Personensuche
# |
A |
B |
C |
D |
E |
F |
G |
H |
I |
J |
K |
L |
M |
N |
O |
P |
Q |
R |
S |
T |
U |
V |
W |
X |
Y |
Z |
?
 
Pa |
Pc |
Pe |
Pf |
Ph |
Pi |
Pj |
Pk |
Pl |
Pm |
Pn |
Po |
Pr |
Ps |
Pt |
Pu |
Pv |
Pw |
Py
 
Pha |
Phe |
Phi |
Phl |
Pho |
Phr |
Phu |
Phy
Die Liste der Biografien führt alle Personen auf, die in der deutschsprachigen Wikipedia einen Artikel haben. Dieses ist eine Teilliste mit 974 Einträgen von Personen, deren Namen mit den Buchstaben „Phi“ beginnt.

## Phi

### Phia
- Phiale-Maler, Maler des attisch-rotfigurigen Stils

### Phic
- Phichai, Phraya (1741–1782), siamesischer Adliger und Gefolgsmann
- Phichit, Douangchay (1944–2014), laotischer Politiker

### Phid
- Phidias, Bildhauer der griechischen Antike

### Phie
- Phieler, Heinrich (1874–1962), deutscher Grafiker und Lehrer

### Phif
- Phife Dawg (1970–2016), US-amerikanischer Rapper
- Phifer, Mekhi (* 1974), US-amerikanischer SchauspielerMekhi Phifer (* 1974)

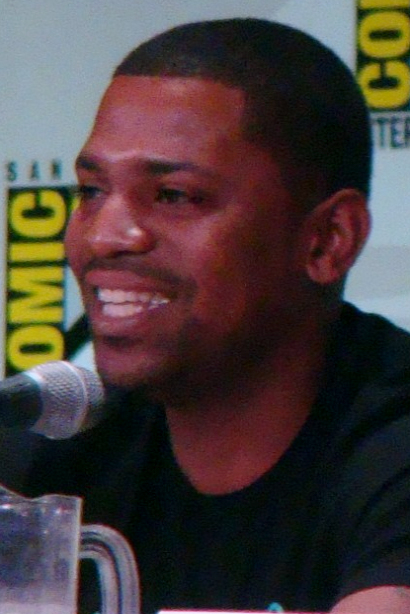
Mekhi Phifer (* 1974)

### Phij
- Phijffers, Jonas (* 2003), niederländischer Leichtathlet

### Phil
- Phil the Agony, US-amerikanischer Rapper
- Phil the Beat (* 1989), deutscher DJ, Musiker und Musikproduzent
- Phil X (* 1966), kanadischer Musiker

#### Phila
- Phila († 287 v. Chr.), Tochter des Antipatros, Ehefrau des Balakros, Krateros und Demetrios I. Poliorketes
- Philadelphia, Jacob (1735–1795), US-amerikanischer Zauberkünstler
- Philadelphia, Marion (* 1960), deutsche Autorin
- Philadelphia-Maler, griechischer attisch-spätgeometrischer Vasenmaler
- Philadelphus, Bischof von Byzanz
- Philadelphy, Martin (* 1971), österreichischer Fusion- und Rockmusiker (Gitarre)
- Philagathos von Cerami, griechischer Mönch und Prediger in Süditalien
- Philainis, antike griechische Autorin
- Philakong, Theerayut (* 1984), thailändischer Dreispringer
- Philammon († 203 v. Chr.), Statthalter der Ptolemäer in der Kyrenaika, Mörder der Arsinoë III.
- Philander, S. George (* 1942), US-amerikanischer Meteorologe
- Philaras, Leonardos († 1673), griechisch-französischer athenischer Gelehrter, Politiker, Philosoph, Schriftsteller, Diplomat und Doktor der Theologie
- Philaret († 1633), Patriarch von Moskau (1619–1633); Oberhaupt der Moskauer Bojarenfamilie Romanow-Jurjew
- Philaret Drosdow (1783–1867), Metropolit von Moskau
- Philaretos (702–792), orthodoxer Heiliger
- Philaretos Brachamios, byzantinischer Domestikos und Strategos (General), Statthalter der Provinz Koloneia
- Philaretos der Jüngere († 1070), Basilianer

#### Philb
- Philbert, Philippe Rebille (1639–1717), französischer Flötist
- Philberth, Bernhard (1927–2010), deutscher Sachbuchautor
- Philberth, Karl (* 1929), deutscher Physiker, Techniker, Philosoph und Theologe
- Philbin, Edward J. (1932–2014), amerikanischer Militär und Regierungsbeamter
- Philbin, Gerry (1941–2025), US-amerikanischer American-Football-Spieler
- Philbin, Joe (* 1961), US-amerikanischer American-Football-Trainer
- Philbin, Mary (1902–1993), US-amerikanische Stummfilmschauspielerin
- Philbin, Patrick (1874–1929), britischer Tauzieher
- Philbin, Philip J. (1898–1972), US-amerikanischer Politiker
- Philbin, Regis (1931–2020), US-amerikanischer Fernsehmoderator
- Philbrick, George Arthur (1913–1974), US-amerikanischer Pionier bei der Entwicklung des Operationsverstärkers (OpAMP)
- Philbrick, Nathaniel (* 1956), US-amerikanischer Historiker und Autor
- Philbrick, Rodman (* 1951), US-amerikanischer Autor
- Philbrook, George (1884–1964), US-amerikanischer Leichtathlet
- Philbrook, James (1924–1982), US-amerikanischer Schauspieler
- Philbrook, Warren C. (1857–1933), US-amerikanischer Richter und Politiker
- Philby, Kim (1912–1988), britischer DoppelagentKim Philby (1912–1988)

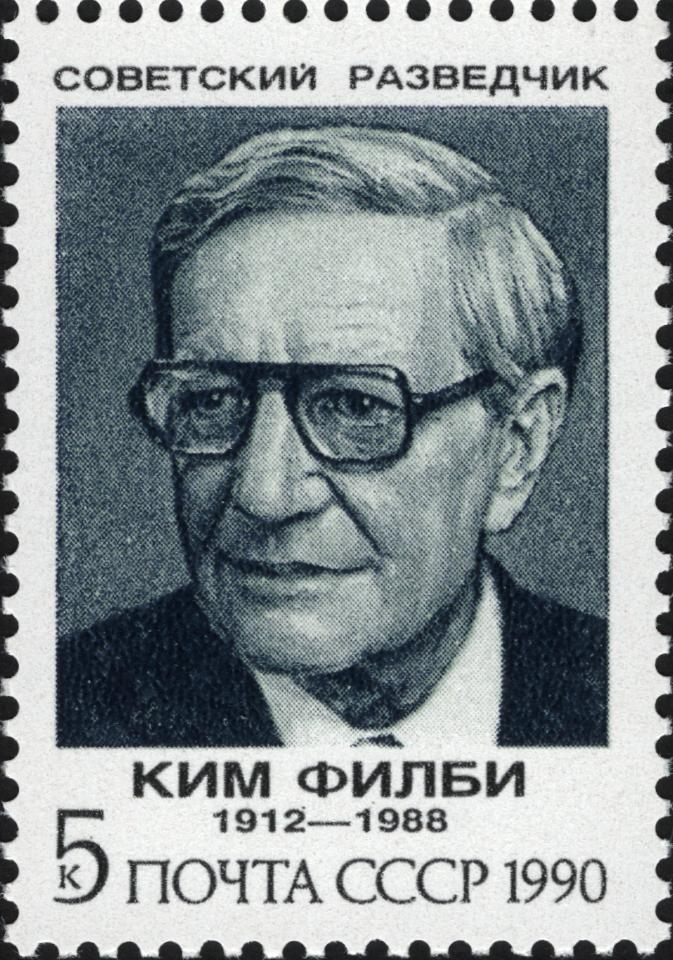
Kim Philby (1912–1988)

- Philby, St. John (1885–1960), britischer Arabist, Schriftsteller, Spion und OrnithologeSt. John Philby (1885–1960)

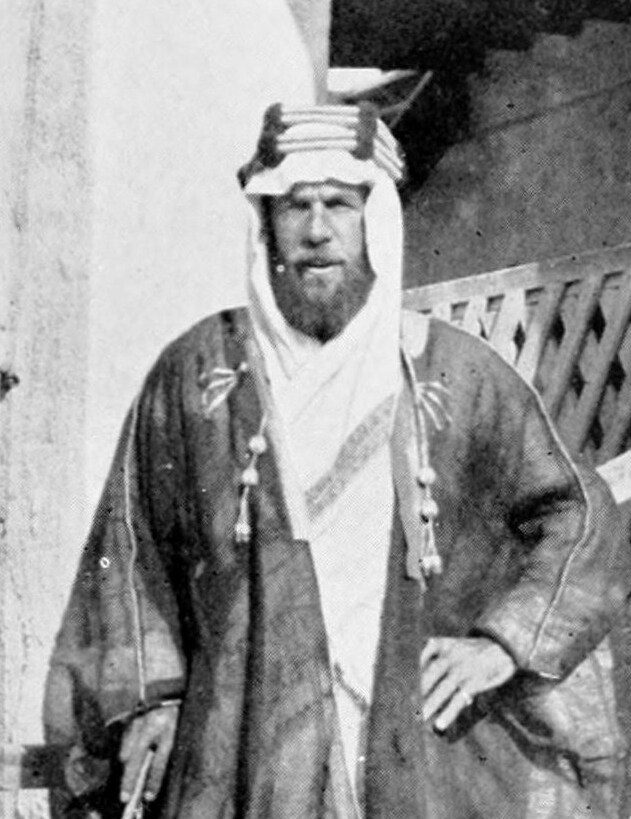
St. John Philby (1885–1960)

#### Phile
- Phile, antike griechische Amtsträgerin
- Phileas von Thmuis († 306), Bischof und Märtyrer
- Philemo Agrippianus, antiker römischer Geschirrwart
- Philemon, Bischof von Kolossai
- Philemon, römischer Gemmenschneider der späten römischen Republik
- Philemon der Ältere (361 v. Chr.–263 v. Chr.), griechischer Komödiendichter der Neuen Komödie und Vater des Philemon der Jüngere
- Philemon der Jüngere, Dichter der jüngeren Komödie
- Philemon, Bart (* 1945), papua-neuguineischer Politiker
- Phileros, antiker römischer Toreut
- Philetairos, attischer Dichter der mittleren Komödie
- Philetairos († 263 v. Chr.), Herrscher von Pergamon
- Philetas, griechischer Dichter und Grammatiker
- Philetus († 121), christlicher Märtyrer und Heiliger
- Philetus († 231), Bischof von Antiochien

#### Phili

##### Philib
- Philibert († 684), Mönch und Abt
- Philibert de Naillac († 1421), 34. Großmeister des Johanniterordens (1396–1421)
- Philibert I. (1465–1482), Herzog von Savoyen
- Philibert II. (1480–1504), Herzog von SavoyenPhilibert II. (1480–1504)

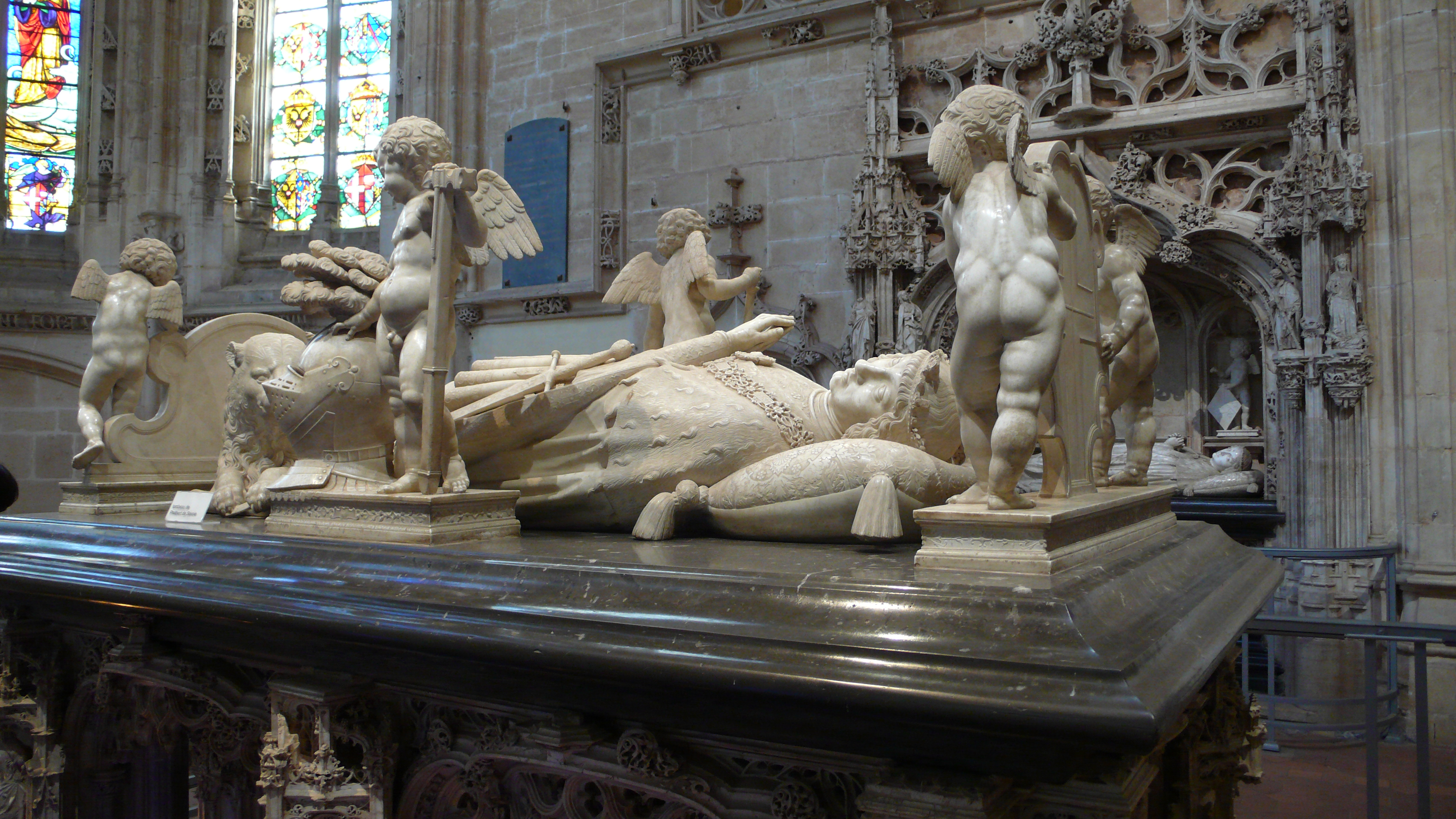
Philibert II. (1480–1504)

- Philibert von Baden (1536–1569), Markgraf von Baden
- Philibert, Dan (* 1970), französischer Leichtathlet
- Philibert, Louis (1912–2000), französischer Politiker, Mitglied der Nationalversammlung
- Philibert, Nicolas (* 1951), französischer Filmregisseur, Drehbuchautor und Kameramann
- Philibert-Thiboutot, Charles (* 1990), kanadischer Mittel- und Langstreckenläufer

##### Philid
- Philidor, André Danican (1652–1730), französischer Komponist und Musikarchivar des Barock
- Philidor, Anne Danican (1681–1728), französischer Komponist des Barock
- Philidor, François-André Danican (1726–1795), französischer Komponist und Schachspieler
- Philidor, Pierre Danican (1681–1731), französischer Komponist

##### Philie
- Philieul, Vasquin (1522–1586), französischer Übersetzer

##### Philik
- Philikos aus Kerkyra, griechischer Tragiker

##### Philin
- Philinna von Larissa, durch Heirat Königin von Makedonien, Mutter Philipps III. Arrhidaios
- Philinos von Akragas, antiker griechischer Historiker
- Philinos von Kos, antiker griechischer Arzt

##### Philio
- Philion, Ethan, US-amerikanischer Jazzmusiker (Kontrabass)

##### Philip
- Philip (* 1943), belgischer Comicautor
- Philip d’Aubigny († 1236), anglonormannischer Militär, Diplomat und königlicher Ratgeber
- Philip of Kyme, englischer Adliger
- Philip of Kyme († 1242), englischer Adliger
- Philip of Oldcoates († 1220), englischer Ritter, Militär und Beamter
- Philip of Poitou († 1208), Bischof von Durham
- Philip Røder, Carla (* 1998), dänische Schauspielerin
- Philip von Egmond (1558–1590), Graf von Egmond, Fürst von Gavere, Baron von Gaesbeek
- Philip, Achille (1878–1959), französischer Organist und Komponist
- Philip, Alexandre, französischer Schauspieler
- Philip, André (1902–1970), französischer Politiker
- Philip, Asha (* 1990), britische Sprinterin
- Philip, Danny (* 1953), salomonischer Politiker
- Philip, Duke of Edinburgh (1921–2021), britischer Adeliger, Ehemann der britischen Königin Elisabeth II.Philip, Duke of Edinburgh (1921–2021)

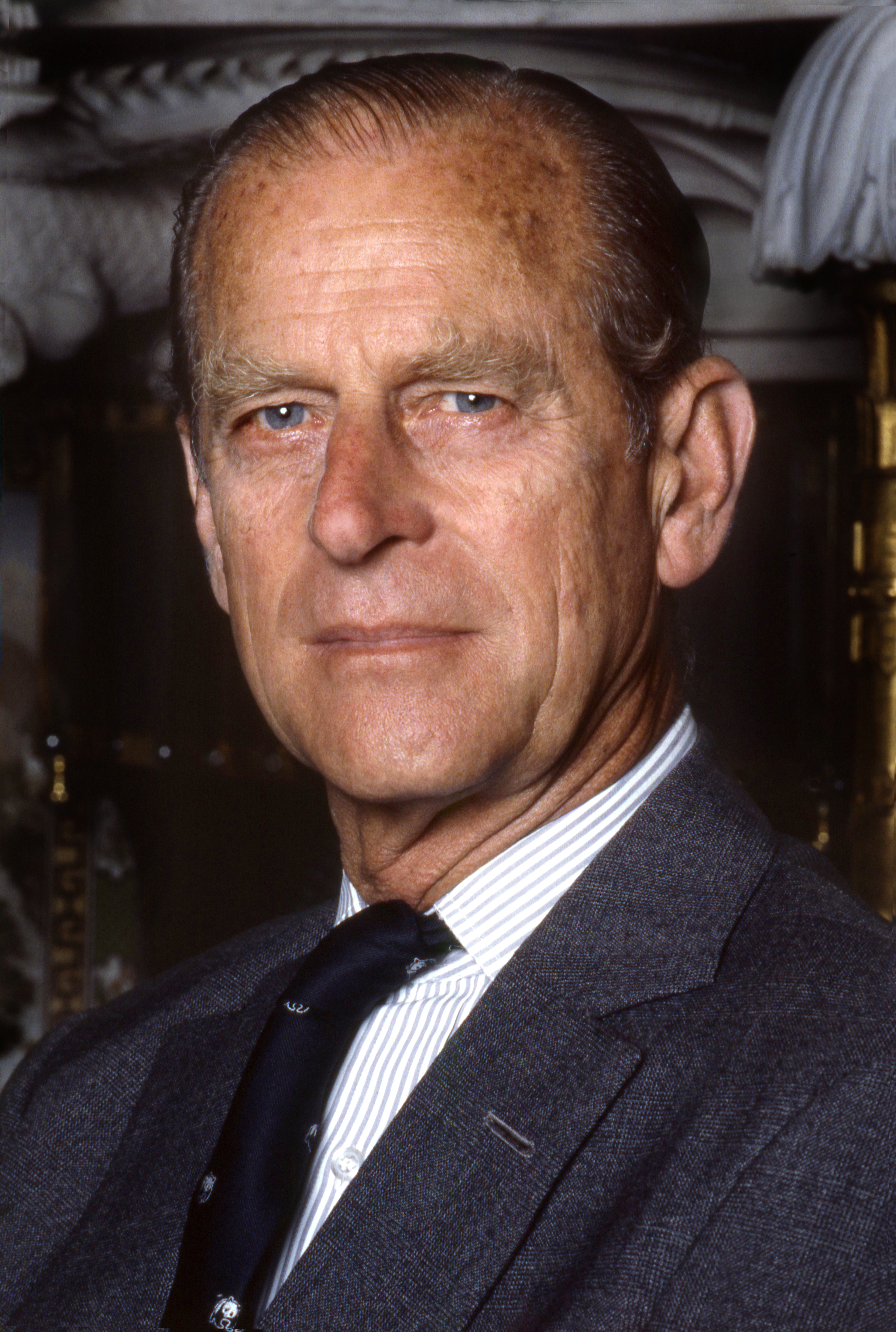
Philip, Duke of Edinburgh (1921–2021)

- Philip, Ella (1905–1976), rumänische Pianistin und Musikpädagogin
- Philip, Flora (1865–1943), schottische Mathematikerin
- Philip, James (1858–1912), US-amerikanischer Rancher und Politiker; gilt als Retter des Amerikanischen Bisons
- Philip, John (1775–1851), schottischer Missionar, Bürgerrechtler und Direktor der London Missionary Society
- Philip, John Birnie (1824–1875), englischer Bildhauer
- Philip, Kishon (* 1999), singapurischer Fußballspieler
- Philip, Kjeld (1912–1989), dänischer Politiker, Mitglied des Folketing, Wirtschaftswissenschaftler und Hochschullehrer
- Philip, Marga (1900–1974), deutsche Sozialpolitikerin und Frauenrechtlerin

###### Philipe
- Philipe, Anne (1917–1990), belgisch-französische Schriftstellerin
- Philipe, Gérard (1922–1959), französischer Filmschauspieler

###### Philipk
- Philipkowski, Joachim (* 1961), deutscher Fußballspieler

###### Philipo
- Philipon, Charles (1800–1862), französischer Karikaturist, Grafiker und Journalist
- Philipoom, Jozef (* 1964), belgischer Karambolagespieler, Welt- und Europameister
- Philipot, Fabrice (1965–2020), französischer Radrennfahrer
- Philipowski, Katharina (* 1970), deutsche Philologin

###### Philipp
- Philipp, Gegenpapst (768)
- Philipp († 1118), König von Schweden
- Philipp (1404–1430), Graf von Saint-Pol und Ligny, Herzog von Brabant, Herzog von Limburg
- Philipp (1448–1508), Kurfürst von der PfalzPhilipp (1448–1508)

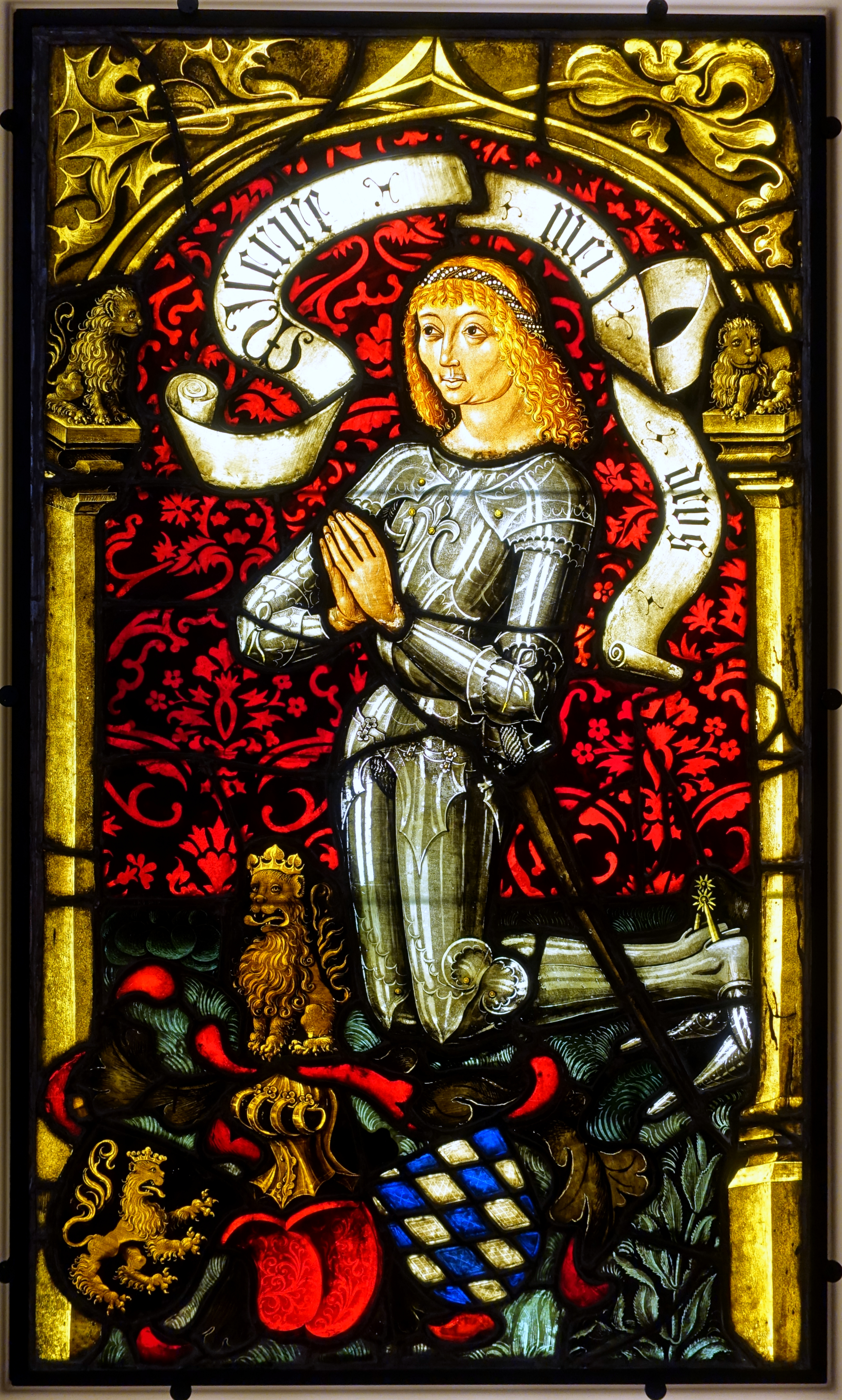
Philipp (1448–1508)

- Philipp (1454–1503), Markgraf von Hachberg-Sausenberg
- Philipp (1503–1548), Pfalzgraf und Herzog von Pfalz-Neuburg
- Philipp (1514–1557), Herzog zu Mecklenburg
- Philipp (1550–1606), General
- Philipp (1570–1590), Herzog von Schleswig-Holstein-Gottorf (1587–1590)
- Philipp (1584–1663), Herzog von Schleswig-Holstein-Sonderburg-Glücksburg
- Philipp (1616–1671), Fürst von Hohenzollern-Hechingen
- Philipp (1655–1721), Landgraf von Hessen-Philippsthal aus dem Haus Hessen (1663–1721)
- Philipp (1657–1690), Herzog von Sachsen-Merseburg-Lauchstädt
- Philipp (1720–1765), Herzog von Parma
- Philipp (1779–1846), Landgraf von Hessen-Homburg, österreichischer General

###### Philipp D
- Philipp der Kanzler († 1236), christlicher Philosoph und Theologe
- Philipp Dietrich (1614–1645), Graf von Waldeck-Eisenberg

###### Philipp E
- Philipp Ernst (1584–1628), Graf von Hohenlohe-Langenburg
- Philipp Ernst (1663–1759), Reichsfürst
- Philipp Ernst (1673–1729), Offizier in dänischen Diensten und Herzog von Schleswig-Holstein-Sonderburg-Glücksburg (1698–1729)

###### Philipp F
- Philipp Florinus von Pfalz-Sulzbach (1630–1703), kaiserlicher Feldmarschall
- Philipp Franz (1625–1674), Herzog von Arenberg und Aarschot

###### Philipp I
- Philipp I., makedonischer König
- Philipp I. († 1191), Graf von Flandern
- Philipp I. († 1285), Graf von Savoyen; Pfalzgraf von Burgund; Bischof von Valence; Erzbischof von Lyon
- Philipp I. (1052–1108), König von Frankreich (1060–1108)Philipp I. (1052–1108)

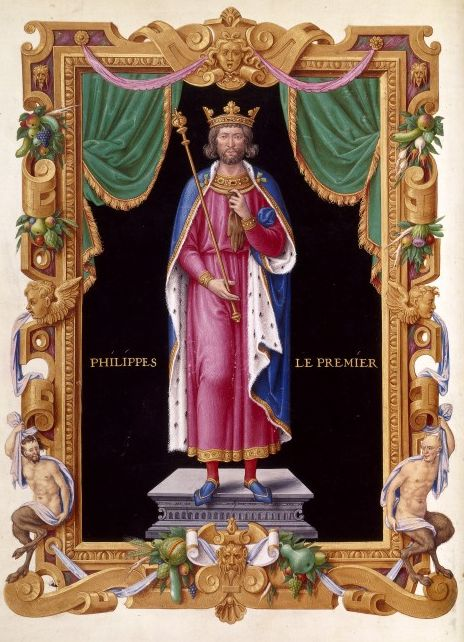
Philipp I. (1052–1108)

- Philipp I. (1175–1212), Markgraf von Namur
- Philipp I., Adliger des Hauses Falkenstein
- Philipp I. (1278–1334), Herr von Piemont und Fürst von Achaia
- Philipp I. (1278–1331), Fürst von Tarent, Despot von Epirus, Fürst von Achaia, Titularkaiser von Konstantinopel, Despot von Romania
- Philipp I. (1346–1361), Herzog von Burgund (1350–1361)
- Philipp I. († 1429), Graf von Nassau-Weilburg und Nassau-Saarbrücken
- Philipp I. (1402–1479), Graf von Katzenelnbogen
- Philipp I. (1417–1480), Graf von Hanau-Lichtenberg
- Philipp I. (1445–1475), Graf von Waldeck zu Waldeck
- Philipp I. (1449–1500), Graf von Hanau-Münzenberg
- Philipp I. (1476–1551), Herzog des Fürstentums Grubenhagen
- Philipp I. (1478–1506), spanischer König aus dem Hause HabsburgPhilipp I. (1478–1506)

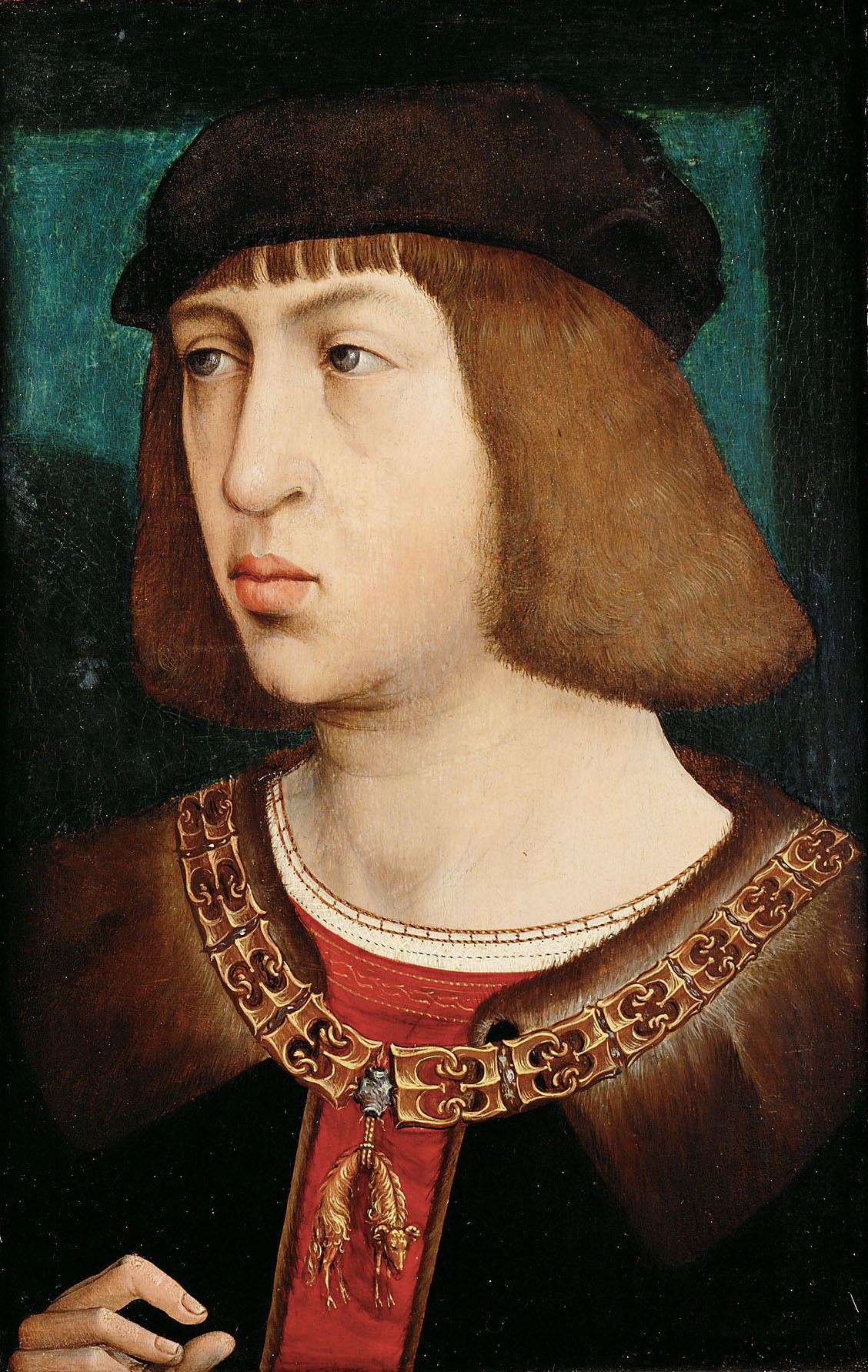
Philipp I. (1478–1506)

- Philipp I. (1479–1533), Markgraf von Baden
- Philipp I. (1492–1558), Graf von Nassau-Wiesbaden-Idstein
- Philipp I. (1504–1567), Landgraf von Hessen
- Philipp I. (1515–1560), Herzog von Pommern-Wolgast
- Philipp I. (1601–1681), Graf von Lippe-Alverdissen, Graf von Schaumburg-Lippe
- Philipp I. Philadelphos († 83 v. Chr.), König des Seleukidenreiches (95 v. Chr.-83 v. Chr.)
- Philipp I. von Angelach-Braubach, Reichsritter aus dem Geschlecht der Herren von Angelach
- Philipp I. von Heinsberg († 1191), Erzbischof des Erzbistums Köln, Erzkanzler von Italien (1167–1191)
- Philipp I. von Viermund († 1528), Herr von Nordenbeck, Bladenhorst und Mallem, Amtmann von Medebach
- Philipp II. († 1293), Adliger des Hauses Falkenstein
- Philipp II. († 336 v. Chr.), König von Makedonien, Vater Alexanders des GroßenPhilipp II. († 336 v. Chr.)

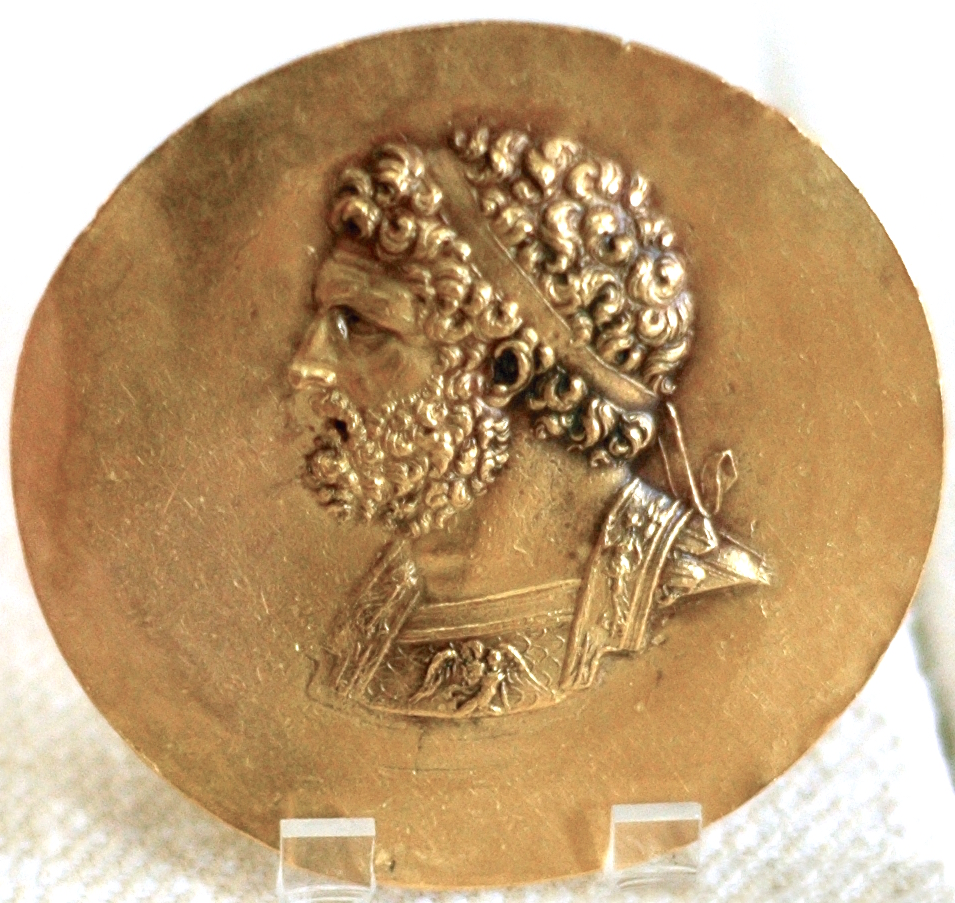
Philipp II. († 336 v. Chr.)

- Philipp II. (1165–1223), König von Frankreich (1180–1223)
- Philipp II. (1195–1226), Markgraf von Namur
- Philipp II. (1342–1404), Herzog von Burgund
- Philipp II. (1418–1492), Graf von Nassau-Weilburg (1442–1492)
- Philipp II. (1438–1497), Graf von Bresse und Herzog von Savoyen
- Philipp II. (1453–1524), Graf von Waldeck-Eisenberg
- Philipp II. (1462–1504), deutscher Adliger, Graf von Hanau-Lichtenberg
- Philipp II. (1501–1529), deutscher Adliger, Graf von Hanau-Münzenberg
- Philipp II. (1507–1569), Metropolit von Moskau
- Philipp II. (1509–1554), Graf von Saarbrücken
- Philipp II. (1527–1598), König von Spanien, Sohn von Karl V.Philipp II. (1527–1598)

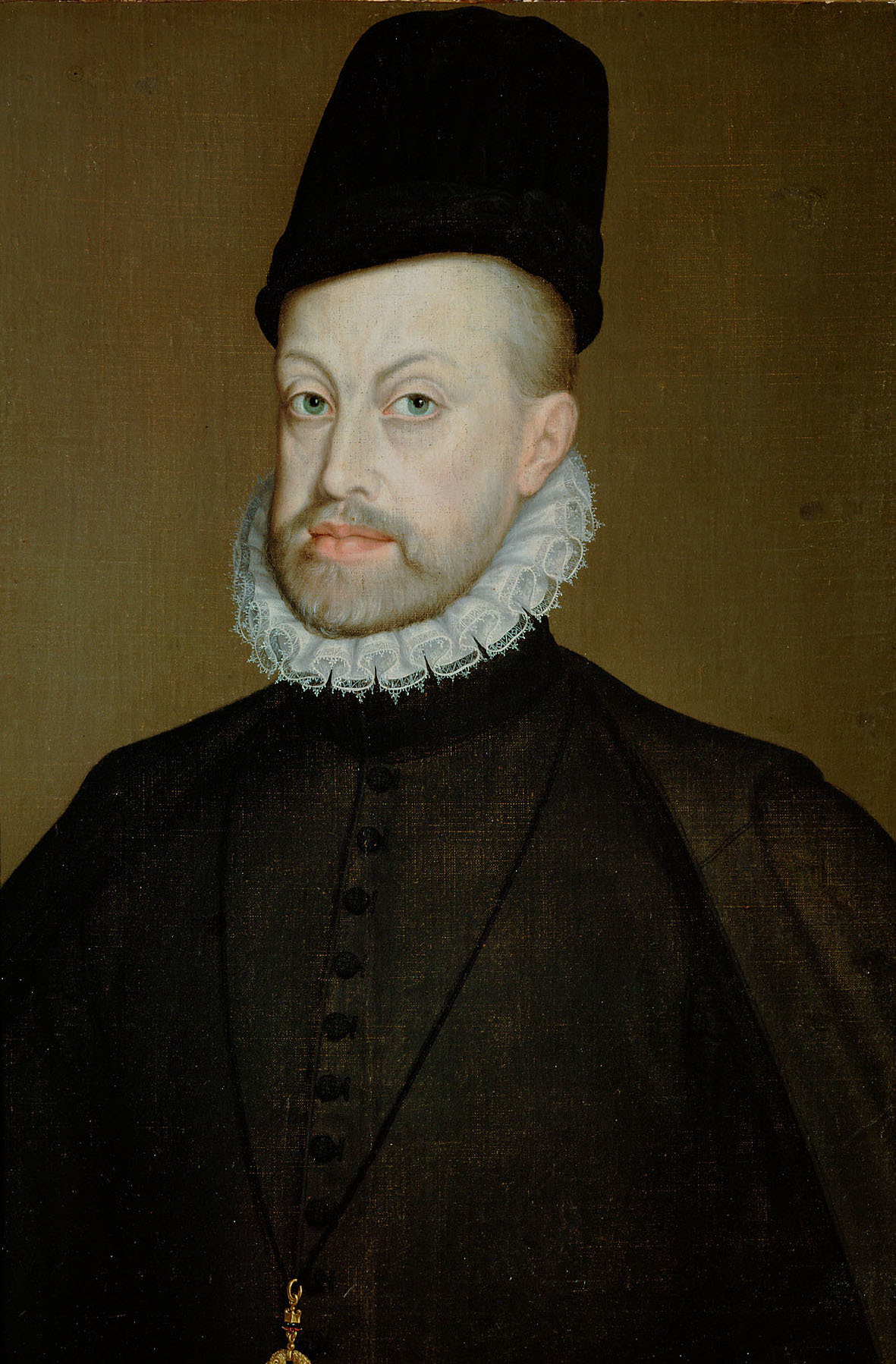
Philipp II. (1527–1598)

- Philipp II. (1533–1596), Herzog des Fürstentums Grubenhagen
- Philipp II. (1541–1583), erster Landgraf von Hessen-Rheinfels
- Philipp II. (1559–1588), Markgraf von Baden-Baden
- Philipp II. (1573–1618), Herzog von Pommern-Stettin
- Philipp II. (1723–1787), Graf zu Schaumburg-Lippe
- Philipp II. Philorhomaios, Sohn des Seleukidenkönigs Philipp I. Philadelphos, König von Syrien
- Philipp II. von Alençon († 1397), Bischof von Beauvais und Ostia, Erzbischof von Rouen, Patriarch von Jerusalem und Aquileia, Kardinal der Römischen Kirche
- Philipp II. von Daun (1463–1515), Erzbischof des Erzbistums Köln (1508–1515)
- Philipp II. von Montfort († 1270), Herr von Castres, Graf von Squillace
- Philipp II. von Nevers (1389–1415), Graf von Nevers und Rethel
- Philipp II. von Tarent (1329–1374), Fürst von Tarent und Titularkaiser von Konstantinopel
- Philipp II. von Wildenburg, deutscher Ritter
- Philipp III. (1245–1285), König von Frankreich (1270–1285)
- Philipp III. († 1322), Sohn des Werner I. von Falkenstein, Herr zu Münzenberg und Falkenstein
- Philipp III. (1301–1343), König von Navarra
- Philipp III. (1396–1467), Herzog von Burgund
- Philipp III. (1482–1538), deutscher Adliger, Graf von Hanau-Lichtenberg
- Philipp III. (1486–1539), Graf von Waldeck-Eisenberg
- Philipp III. (1504–1559), Graf von Nassau-Weilburg; Reformator
- Philipp III. (1526–1561), deutscher Adliger, Graf von Hanau-Münzenberg
- Philipp III. (1567–1620), Markgraf von Baden-Rodemachern (1588–1620)
- Philipp III. (1578–1621), König von Spanien, Neapel und Sizilien, als Philipp II. König von Portugal
- Philipp III. (1581–1643), Landgraf von Hessen-Butzbach (1609–1643)
- Philipp III. Arrhidaios (352 v. Chr.–317 v. Chr.), makedonischer Herrscher
- Philipp IV., Adliger des Hauses Falkenstein
- Philipp IV. († 296 v. Chr.), makedonischer Herrscher (297–296 v. Chr.)
- Philipp IV. (1268–1314), König von Frankreich (1285–1314)Philipp IV. (1268–1314)

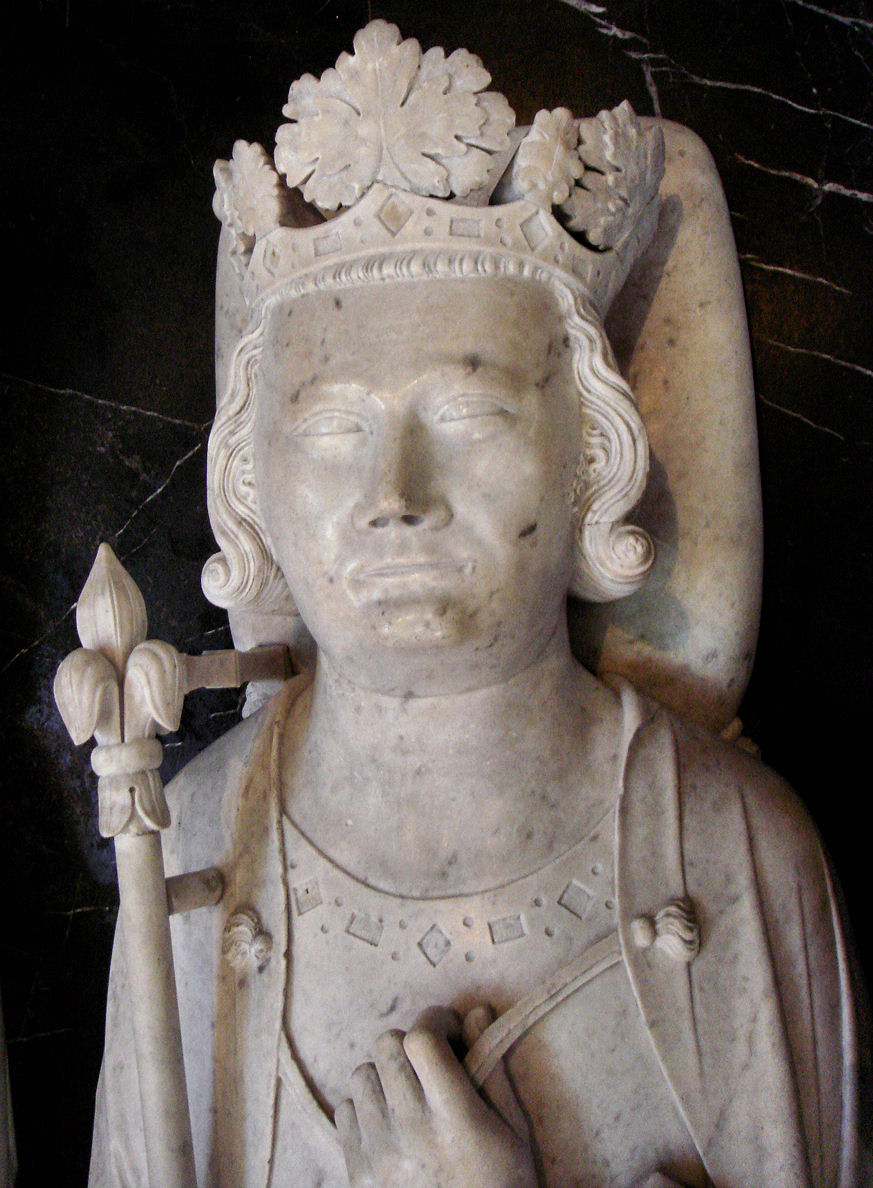
Philipp IV. (1268–1314)

- Philipp IV. (1493–1574), Graf von Waldeck-Wildungen (1513–1574)
- Philipp IV. (1514–1590), Graf von Hanau-Lichtenberg (1538–1590)
- Philipp IV. (1542–1602), Graf von Nassau-Weilburg, Saarbrücken und Saarwerden; Reformator
- Philipp IV. (1605–1665), König von Spanien, Neapel, Sizilien; als Philipp III. König von PortugalPhilipp IV. (1605–1665)

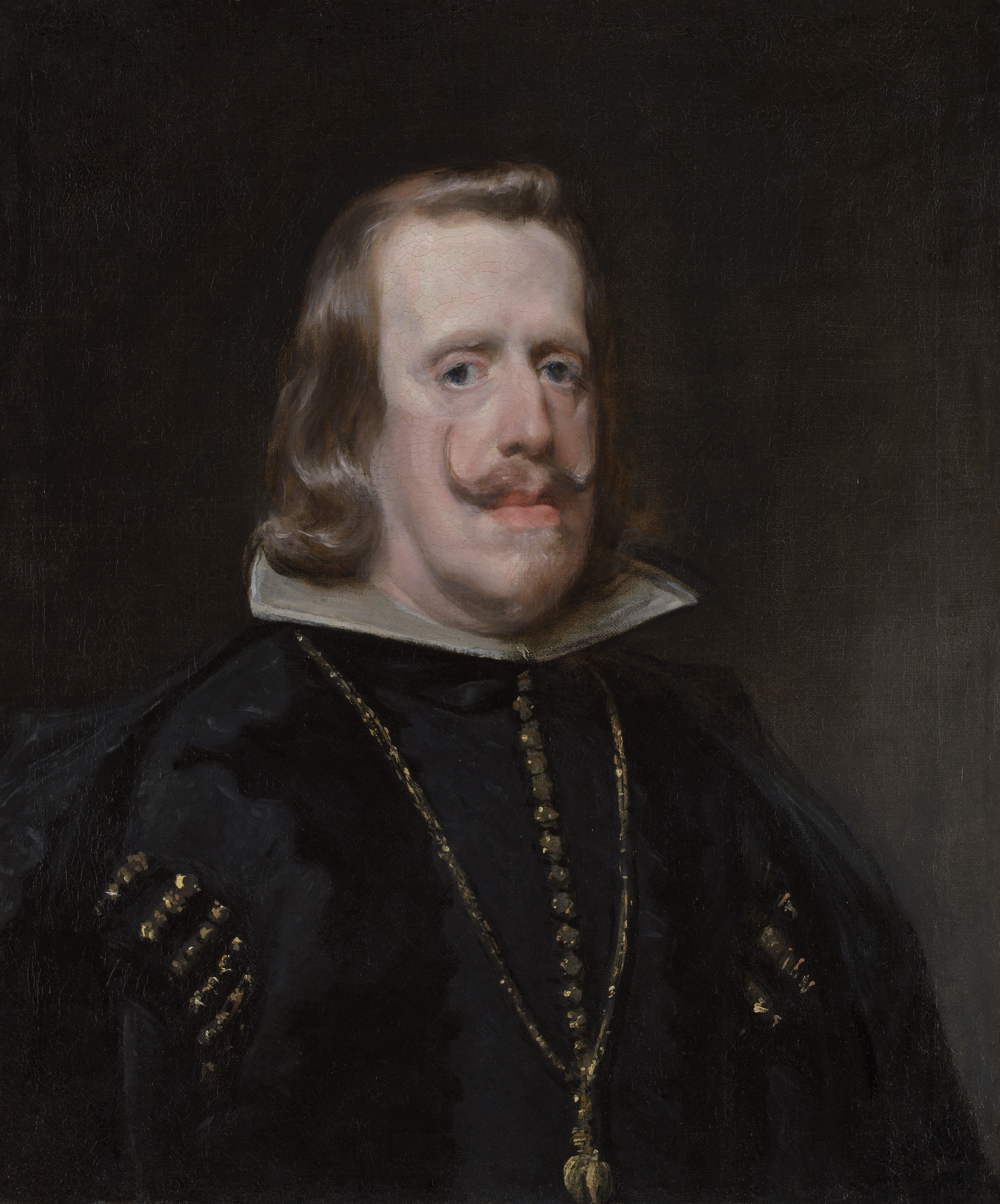
Philipp IV. (1605–1665)

###### Philipp J
- Philipp Julius (1584–1625), Herzog von Pommern-Wolgast

###### Philipp K
- Philipp Karl (1587–1640), Fürst von Arenberg, Herzog von Aarschot, Offizier in Habsburger Diensten
- Philipp Karl (1677–1736), Begründer der älteren Linie Fürstenau, hessen-kasselscher Obrist und Oberrheinischer Generalmajor
- Philipp Karl Franz (1663–1691), Herzog von Arenberg und kaiserlicher Oberstfeldwachtmeister

###### Philipp L
- Philipp Ludwig (1547–1614), Pfalzgraf und Herzog von Pfalz-Neuburg
- Philipp Ludwig (1620–1689), Herzog von Schleswig-Holstein-Sonderburg-Wiesenburg
- Philipp Ludwig (1652–1705), Graf zu Leiningen-Rixingen, kurpfälzischer Statthalter in Heidelberg
- Philipp Ludwig I. (1553–1580), Graf von Hanau-Münzenberg
- Philipp Ludwig II. (1576–1612), Graf von Hanau-Münzenberg
- Philipp Ludwig III. (1632–1641), Graf von Hanau-Münzenberg

###### Philipp M
- Philipp Magnus von Braunschweig-Wolfenbüttel (1527–1553), Herzog zu Braunschweig-Lüneburg-Wolfenbüttel
- Philipp Moritz (1605–1638), Graf von Hanau-Münzenberg
- Philipp Moritz von Bayern (1698–1719), bayerischer Prinz und postum erwählter Fürstbischof von Paderborn und Münster

###### Philipp P
- Philipp Prosper von Spanien (1657–1661), Infant von Spanien und Portugal

###### Philipp R
- Philipp Reinhard (1664–1712), Graf von Hanau-Münzenberg

###### Philipp S
- Philipp Schenk von Erbach († 1467), Abt des Klosters Weißenburg (Elsass)
- Philipp Sigismund von Braunschweig-Wolfenbüttel (1568–1623), protestantischer Fürstbischof von Verden und Osnabrück
- Philipp Simonsson († 1217), norwegischer König der Baglerpartei

###### Philipp V
- Philipp V. († 1343), Adliger des Hauses Falkenstein
- Philipp V. (238 v. Chr.–179 v. Chr.), König von Makedonien
- Philipp V. (1293–1322), König von Frankreich (1316–1322)
- Philipp V. (1541–1599), deutscher Adliger, Graf von Hanau-Lichtenberg
- Philipp V. (1683–1746), König von SpanienPhilipp V. (1683–1746)

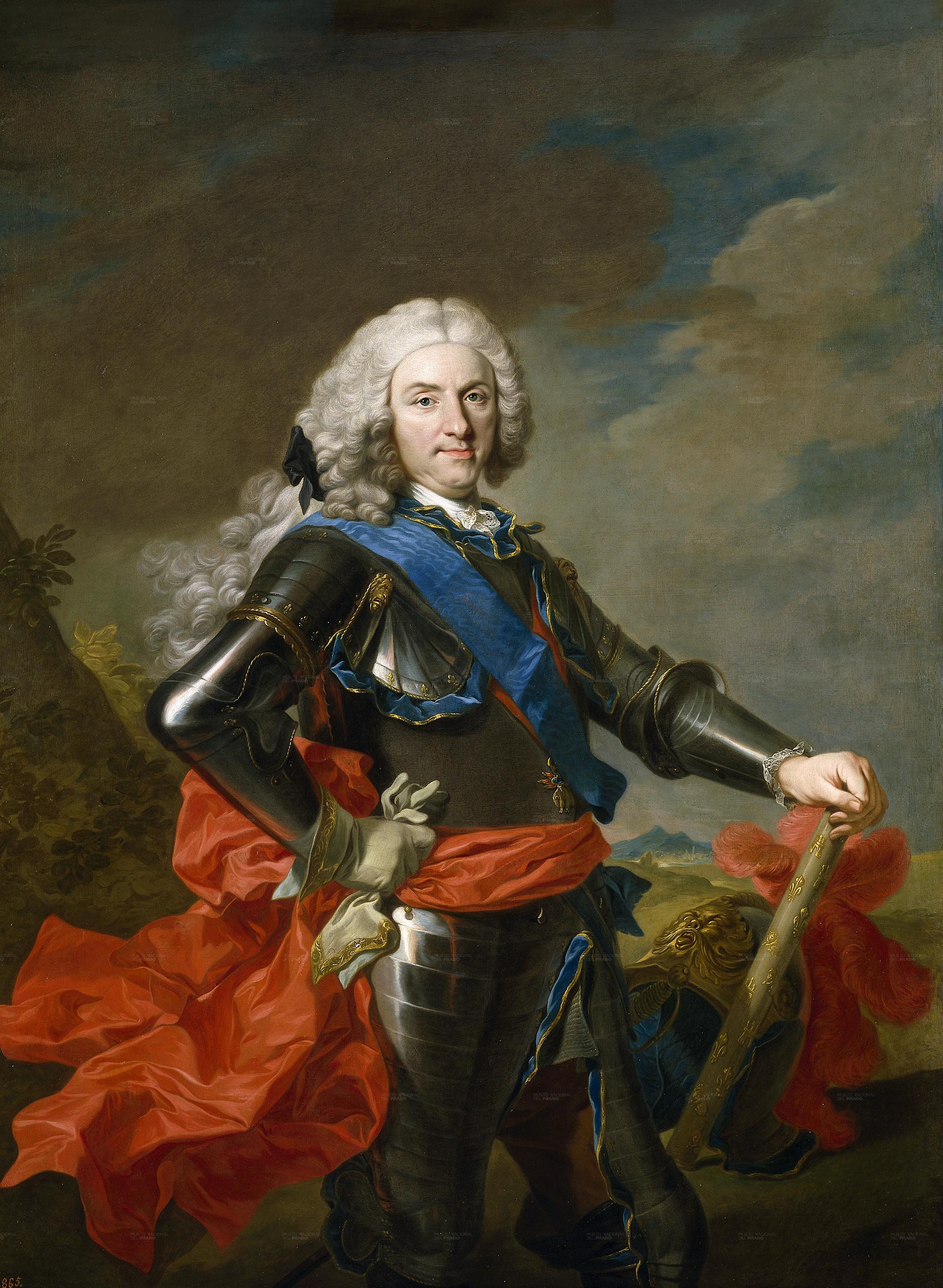
Philipp V. (1683–1746)

- Philipp VI. (1293–1350), König von Frankreich (1328–1350)
- Philipp VI., hessischer Adliger
- Philipp VI. (1551–1579), Graf von Waldeck zu Landau
- Philipp VII. (1613–1645), Inhaber der Herrschaft Tonna, kaiserlicher Obrist im Dreißigjährigen Krieg
- Philipp VIII. († 1407), Adliger
- Philipp von Anjou (1256–1277), Sohn von Karl I. von Anjou, Titularkönig von Sardinien und Thessaloniki
- Philipp von Antiochia († 1226), König von Armenien
- Philipp von Bayern (1576–1598), deutscher römisch-katholischer Geistlicher, Bischof von Regensburg (1579–1598)
- Philipp von Belgien (1837–1905), Prinz von Belgien, Graf von FlandernPhilipp von Belgien (1837–1905)

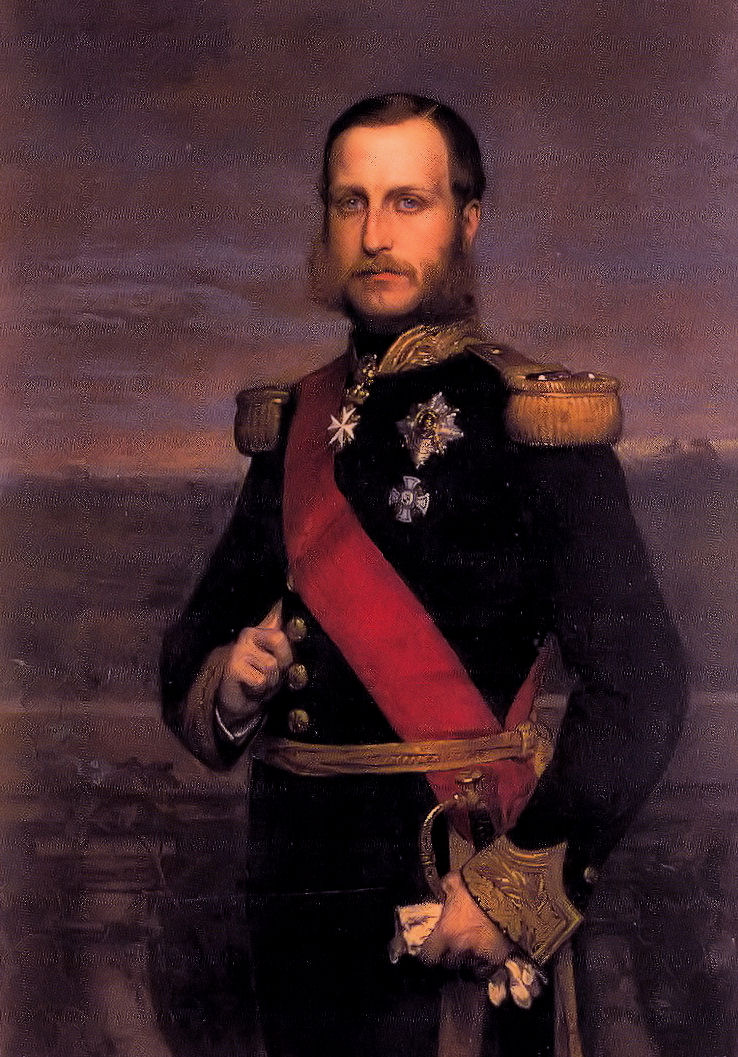
Philipp von Belgien (1837–1905)

- Philipp von Bickenbach († 1375), Landkomtur, dann Deutschmeister des Deutschen Ordens
- Philipp von Burgund († 1498), Admiral der Niederlande
- Philipp von Burgund (1464–1524), Admiral der Niederlande und Bischof von Utrecht
- Philipp von Chieti († 1308), flämischer Adliger und Heerführer im Sporenkrieg, Graf von Teano und Chieti
- Philipp von Cognac, illegitimer Sohn des englischen Königs Richard Löwenherz, Herr von Cognac
- Philipp von Cossie, Herr von Cossie, Kämmerer und Marschall von Jerusalem
- Philipp von der Marck (1548–1613), Reichsgraf von Schleiden
- Philipp von der Pfalz (1480–1541), Bischof von Freising und Naumburg
- Philipp von der Pfalz (1627–1650), Prinz von der Pfalz
- Philipp von Dreux (1158–1217), Bischof von Beauvais
- Philipp von Frankreich (1116–1131), französischer Mitkönig
- Philipp von Hanau-Hořovice (1844–1914), Sohn des Kurfürsten Friedrich Wilhelm I. von Hessen-Kassel, Prinz von Hanau, Rittmeister und Gutsbesitzer, Mitglied des Kommunallandtags Kassel
- Philipp von Henneberg (1430–1487), Bischof von Bamberg
- Philipp von Hessen-Darmstadt (1671–1736), Landgraf von Hessen-Darmstadt, Gouverneur von MantuaPhilipp von Hessen-Darmstadt (1671–1736)

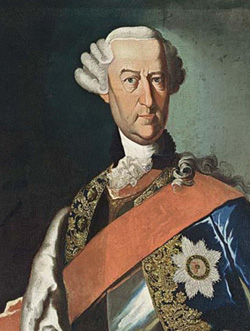
Philipp von Hessen-Darmstadt (1671–1736)

- Philipp von Hessen-Kassel (1604–1626), Prinz von Hessen-Kassel, Obrist
- Philipp von Ibelin († 1227), Bailli und Regent von Zypern
- Philipp von Ibelin, Konstabler von Zypern
- Philipp von Ibelin († 1318), Seneschall von Zypern
- Philipp von Katzenelnbogen († 1173), Bischof von Osnabrück
- Philipp von Kleve (1467–1505), Bischof von Nevers, Amiens und Autun
- Philipp von Kleve-Ravenstein (1456–1528), Militärperson in unterschiedlichen Diensten
- Philipp von Leonrod († 1593), Adliger
- Philipp von Mantes, Graf von Mantes, Herr von Montlhéry und Mehun
- Philipp von Milly († 1171), Großmeister des Templerordens
- Philipp von Montfort († 1270), Herr von Castres, La Ferté-Alais, Brétencourt, Toron und Tyrus
- Philipp von Navarra (1336–1363), Graf von Longueville
- Philipp von Novara, Chronist und Legist
- Philipp von Rathsamhausen († 1322), Fürstbischof von Eichstätt
- Philipp von Ratzeburg († 1215), Ordensgeistlicher und Bischof von Ratzeburg
- Philipp von Rehberg († 1385), römisch-katholischer Geistlicher, Bischof von Cammin
- Philipp von Sachsen-Coburg und Gotha (1844–1921), Prinz aus der katholischen Linie Sachsen-Coburg-Koháry
- Philipp von Savoyen-Nemours (1490–1533), Bischof von Genf, Herzog von Nemours
- Philipp von Schwaben (1177–1208), römisch-deutscher König, Herzog von Schwaben
- Philipp von Side, Historiker der frühen christlichen Kirche
- Philipp von Spanheim († 1279), Elekt von Salzburg (1247–1257), Patriarch von Aquileia (1269–1271), Graf von Lebenau (1254–1279)
- Philipp von Zell, katholischer Priester, Heiliger im Bistum Speyer und Patron für Kindersegen

###### Philipp W
- Philipp Wilhelm (1554–1618), Fürst von Oranien
- Philipp Wilhelm (1615–1690), Pfalzgraf und Herzog von Pfalz-Neuburg, Herzog von Jülich und Berg sowie Kurfürst von der PfalzPhilipp Wilhelm (1615–1690)

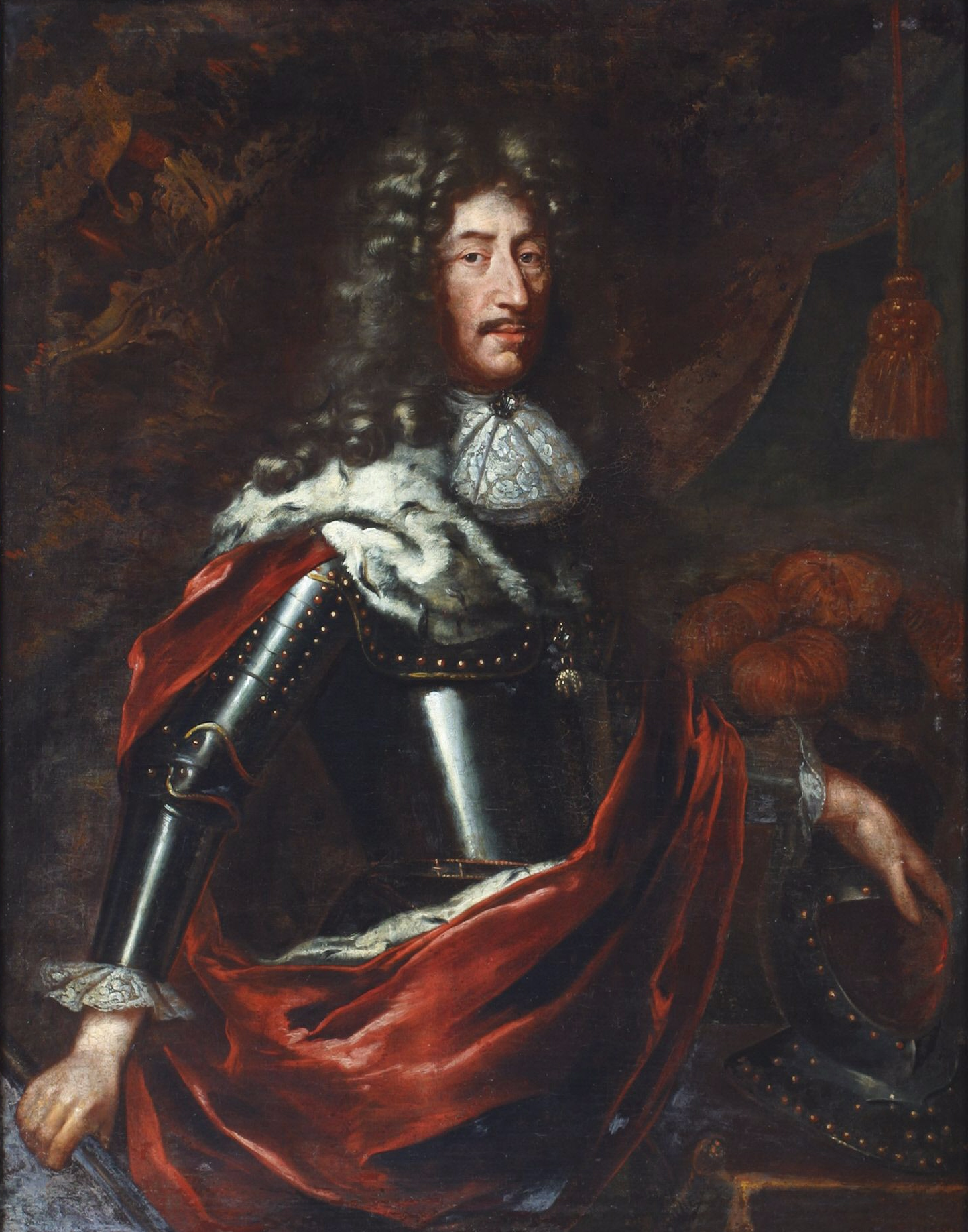
Philipp Wilhelm (1615–1690)

- Philipp Wilhelm (1669–1711), Markgraf von Brandenburg-Schwedt
- Philipp Wilhelm August von der Pfalz (1668–1693), 8. Sohn des Pfälzer Kurfürsten Philipp Wilhelm von Pfalz-Neuburg
- Philipp Wolfgang (1595–1641), Graf von Hanau-Lichtenberg

###### Philipp,
- Philipp, Adolf (* 1885), russlanddeutscher römisch-katholischer Geistlicher und Märtyrer
- Philipp, Adolf (1943–1964), deutsches Todesopfer der Berliner Mauer
- Philipp, Albrecht (1883–1962), deutscher Politiker (DNVP), MdR, MdL (Königreich Sachsen)
- Philipp, Andrea (* 1971), deutsche Sprinterin
- Philipp, Arno (1870–1930), deutschstämmiger brasilianischer Politiker, Lehrer und Schriftsteller
- Philipp, Barbara (* 1965), deutsche Schauspielerin und HörspielsprecherinBarbara Philipp (* 1965)

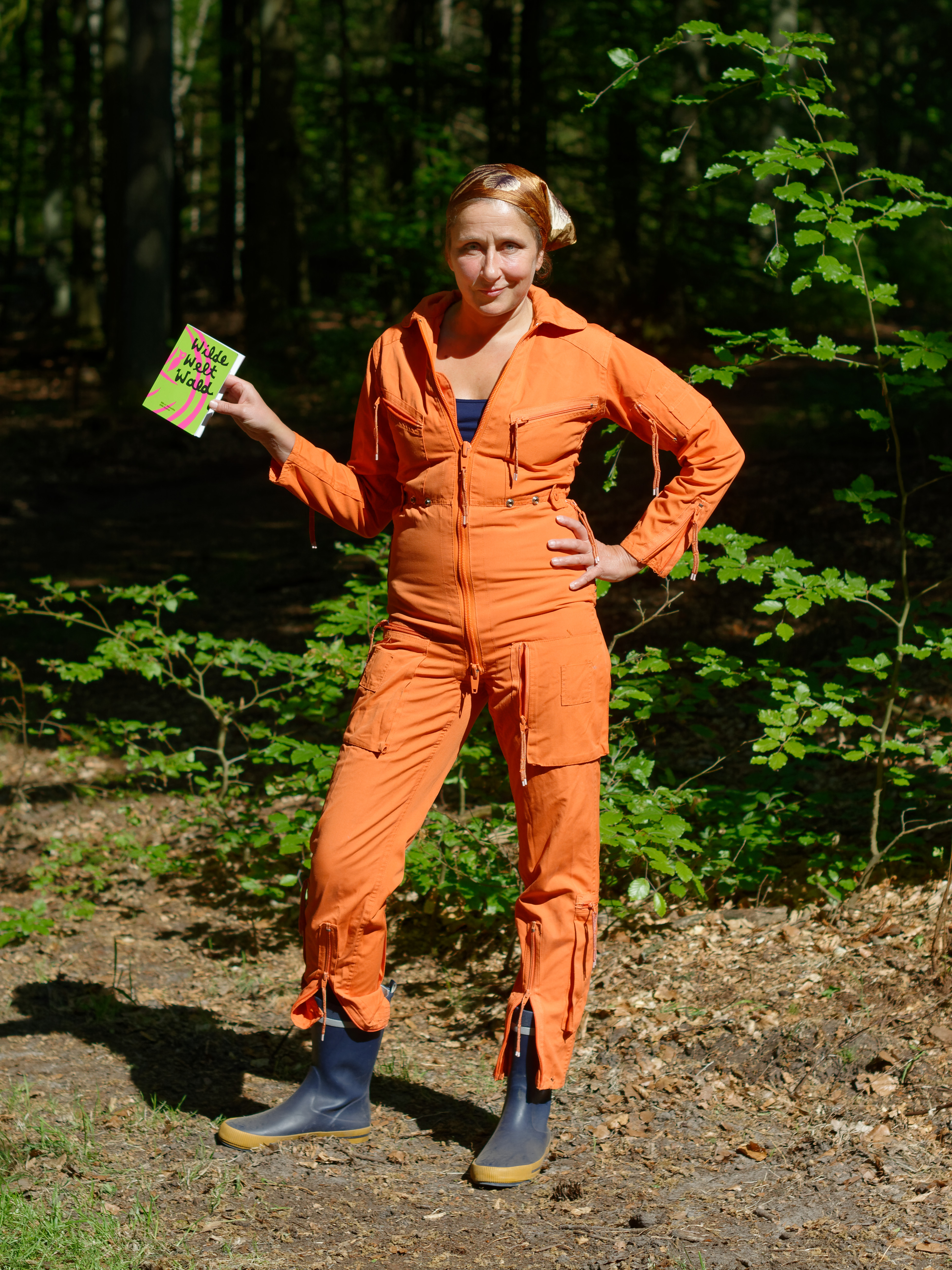
Barbara Philipp (* 1965)

- Philipp, Beatrix (1945–2019), deutsche Politikerin (CDU), MdL
- Philipp, Beatrix (* 1957), deutsche Kugelstoßerin und Fünfkämpferin
- Philipp, Bernd (1950–2018), deutscher Journalist und Buchautor
- Philipp, Burkart (1925–2015), deutscher Chemiker (Makromolekulare Chemie, Polymerchemie)
- Philipp, Carl August, deutscher Architekt
- Philipp, Christian (1893–1963), deutscher Offizier, zuletzt Generalleutnant im Zweiten Weltkrieg
- Philipp, Christine (* 1947), deutsche Skilangläuferin
- Philipp, David (* 2000), deutscher Fußballspieler
- Philipp, Dieter (* 1938), deutscher Diplomat, Botschafter der DDR
- Philipp, Dieter (* 1943), deutscher Verbandsfunktionär
- Philipp, Eduard (1883–1952), deutscher Lehrer und Autor
- Philipp, Elisabeth (1912–1988), österreichische Physikerin
- Philipp, Elke (* 1964), deutsche Reiterin
- Philipp, Emanuel L. (1861–1925), US-amerikanischer Politiker
- Philipp, Ernst (1893–1961), deutscher Gynäkologe und Geburtshelfer
- Philipp, Ernst (1912–2005), deutscher Offizier, zuletzt Generalmajor der Bundeswehr
- Philipp, Felix (1868–1933), deutscher Gewerkschafter und sozialdemokratischer Politiker
- Philipp, Ferdinand (1834–1917), deutscher Rechtsanwalt und Politiker
- Philipp, Flip (* 1969), österreichischer Schlagwerker und Komponist
- Philipp, Florian (* 1980), deutscher Politiker (CDU), MdL
- Philipp, Franz (1890–1972), deutscher Komponist und Kirchenmusiker
- Philipp, Franz Adolf (1914–1970), australischer Kunsthistoriker
- Philipp, Franz-Heinrich (1921–1984), deutscher Kirchenhistoriker und Bibliothekar
- Philipp, Fritz (1903–1981), deutscher FDGB-Funktionär
- Philipp, Gerhard (1904–1966), deutscher Ingenieur, Jurist und Politiker (CDU), MdB, MdEP
- Philipp, Günter (1927–2021), deutscher Maler, Pianist, Komponist und Musikwissenschaftler
- Philipp, Gunther (1918–2003), österreichischer Schauspieler
- Philipp, Gustav (1841–1897), deutscher Politiker (DFP), MdL (Königreich Sachsen)
- Philipp, Hanna (* 1943), deutsche Klassische Archäologin
- Philipp, Hans (1878–1944), deutscher Geologe
- Philipp, Hans (1884–1968), deutscher Gymnasiallehrer und Geografiehistoriker
- Philipp, Hans (1917–1943), deutscher Jagdflieger und Oberstleutnant im Zweiten Weltkrieg
- Philipp, Hans-Jürgen (* 1964), deutscher Komponist
- Philipp, Hans-Otto (1898–1952), deutscher Fregattenkapitän der Kriegsmarine und Verbandsfunktionär
- Philipp, Harald (1921–1999), deutscher Regisseur, Drehbuchautor und Schauspieler
- Philipp, Helga (1939–2002), österreichische Künstlerin
- Philipp, Helge (* 1944), deutsche Journalistin und Fernsehmoderatorin
- Philipp, Hugo Wolfgang (1883–1969), deutscher Dramatiker, Schriftsteller und Theaterregisseur
- Philipp, Ingeborg (1925–2019), deutsche Politikerin (PDS), MdB
- Philipp, Isidore (1863–1958), ungarischer Pianist und Musikpädagoge
- Philipp, Jan (* 1994), deutscher Jazzmusiker (Schlagzeug)
- Philipp, Jean-Jacques (* 1961), französischer Radrennfahrer
- Philipp, Johann (1930–2024), österreichischer Offizier, General
- Philipp, Karen (* 1945), US-amerikanische Sängerin, Songschreiberin und Schauspielerin
- Philipp, Karl (1872–1949), österreichischer Bildhauer
- Philipp, Karl (1901–1966), deutscher Landwirt und Politiker (NSDAP, CDU), MdL
- Philipp, Karl Gottfried (1896–1968), deutscher Politiker (CDU)
- Philipp, Klara (1877–1949), deutsche Politikerin (Zentrum), MdR
- Philipp, Klaus (1932–2023), deutscher Maler
- Philipp, Laura (* 1987), deutsche TriathletinLaura Philipp (* 1987)

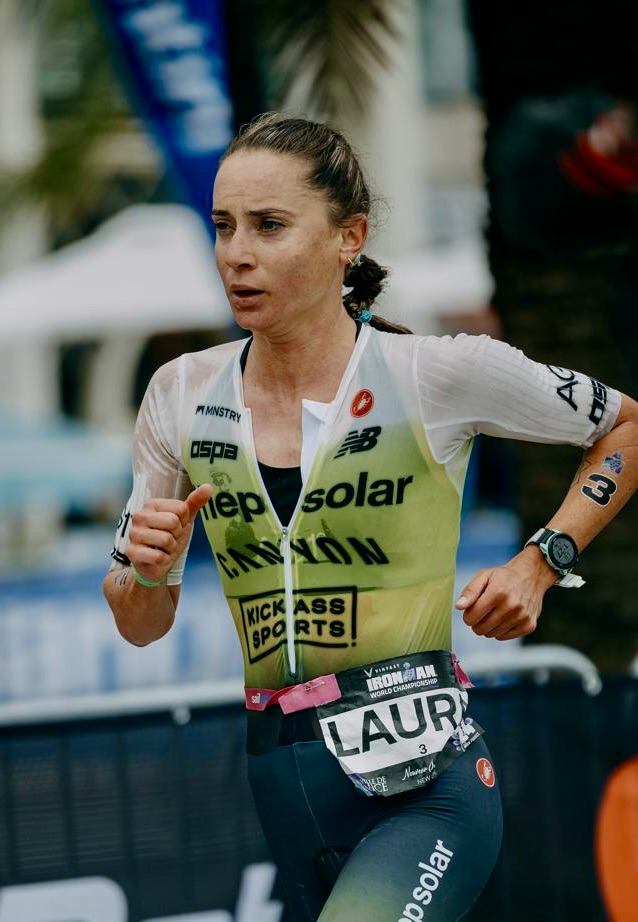
Laura Philipp (* 1987)

- Philipp, Laura (* 2000), deutsche Schauspielerin
- Philipp, Lothar (* 1949), deutscher Fußballspieler
- Philipp, Luca (* 2000), deutscher Fußballtorhüter
- Philipp, Ludwig (1889–1964), deutscher Fußballspieler
- Philipp, Lutz (1940–2012), deutscher Langstreckenläufer
- Philipp, Malte (* 1968), deutscher Segler und Segeltrainer
- Philipp, Marc (* 1986), deutscher Schauspieler, Synchronsprecher und Moderator
- Philipp, Marcel (* 1971), deutscher Kommunalpolitiker (CDU), Oberbürgermeister von Aachen
- Philipp, Margot (1941–2004), österreichische Schauspielerin
- Philipp, Marie (* 1993), deutsche Schauspielerin
- Philipp, Martin Erich (1887–1978), deutscher Maler und Grafiker
- Philipp, Maximilian (* 1994), deutscher FußballspielerMaximilian Philipp (* 1994)

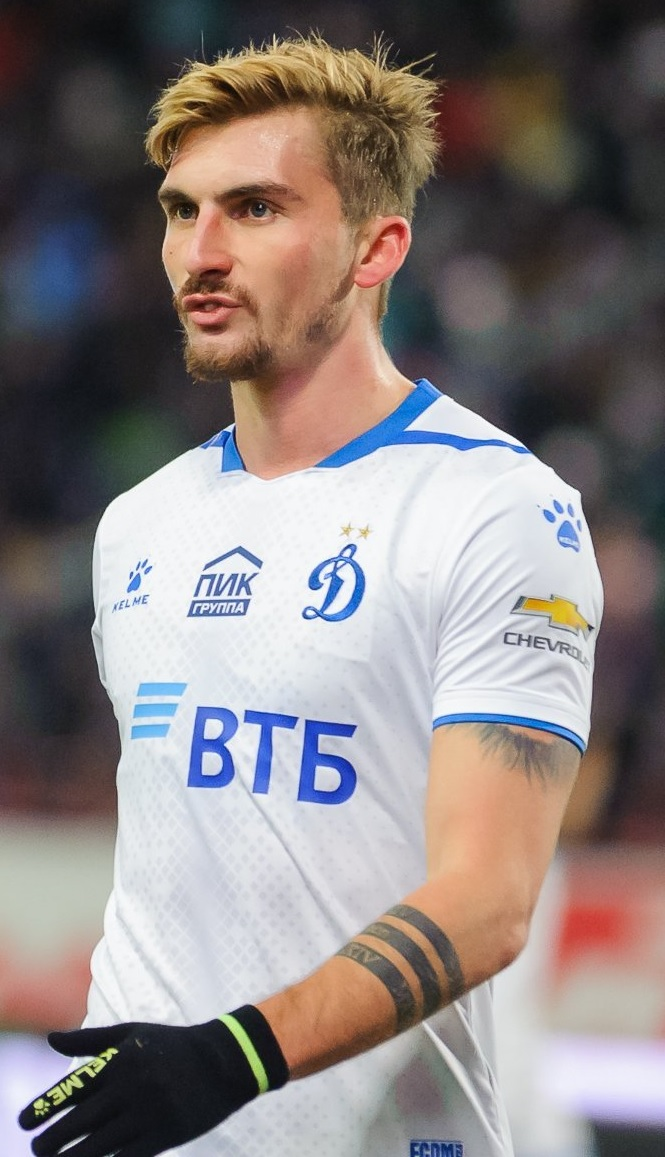
Maximilian Philipp (* 1994)

- Philipp, Michael (* 1962), deutscher Historiker und Chefkurator
- Philipp, Michael (* 1972), deutscher Koch
- Philipp, Nina (* 1988), deutsche Fußballspielerin
- Philipp, Otto (1867–1941), deutscher Offizier, zuletzt Konteradmiral der Kaiserlichen Marine
- Philipp, Paul (* 1932), deutscher Fußballspieler
- Philipp, Paul (* 1950), luxemburgischer Fußballspieler, -trainer und -funktionär
- Philipp, Perry Fred (1913–1998), deutschamerikanischer Agrarökonom und Hochschullehrer
- Philipp, Peter (1971–2014), deutscher Schriftsteller und Kabarettist
- Philipp, Radek (* 1977), tschechischer Eishockeyspieler
- Philipp, Rainer (* 1950), deutscher Eishockeyspieler
- Philipp, Rainer (1952–2013), deutscher Denkmalpfleger
- Philipp, Ralf (1966–1985), deutscher Eishockeyspieler
- Philipp, Reinhard (1925–1988), deutscher Politiker (FDP) und Hamburger Senator
- Philipp, Renate (* 1962), deutsche Juristin
- Philipp, Sarah (* 1983), deutsche Geografin und Politikerin (SPD), MdL
- Philipp, Sascha (* 1972), deutscher Politiker (SPD), MdL
- Philipp, Sigmund (1860–1929), Österreicher Filmverleiher, Filmproduzent und Filmkaufmann
- Philipp, Stephanie (* 1968), deutsche Schauspielerin
- Philipp, Theresia (* 1991), deutsche Jazzmusikerin (Saxophone, Komposition)
- Philipp, Thomas (1941–2015), deutscher Historiker mit Schwerpunkt Arabische Welt
- Philipp, Thomas (* 1942), deutscher Internist und Hochschullehrer
- Philipp, Thomas (* 1975), österreichischer Wissenschaftler und Künstler
- Philipp, Udo (* 1964), deutscher Manager, politischer Beamter und Politiker (Bündnis 90/Die Grünen)
- Philipp, Ulli (* 1943), österreichische SchauspielerinUlli Philipp (* 1943)

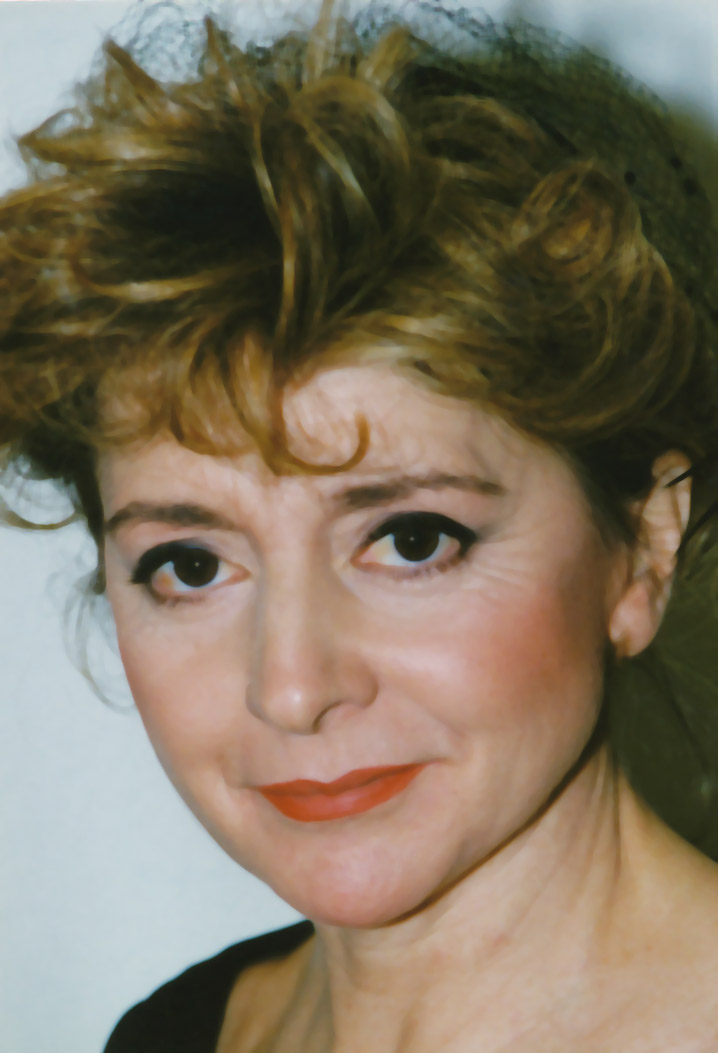
Ulli Philipp (* 1943)

- Philipp, Walter (1936–2006), österreichischer Mathematiker
- Philipp, Werner (1908–1996), deutscher Historiker
- Philipp, Wolfgang (1915–1969), deutscher protestantischer Theologe

###### Philippa
- Philippa von England (1394–1430), englische Prinzessin, durch Heirat Königin von Dänemark, Norwegen und Schweden, sowie Herzogin von Pommern
- Philippa von Geldern (1464–1547), durch Heirat Herzogin von Lothringen und Bar
- Philippa von Hennegau (1311–1369), Ehefrau von Eduard III. (England)
- Philippa von Toulouse († 1118), Gräfin von Toulouse und Herzogin von Aquitanien
- Philippaerts, Ludo (* 1963), belgischer Springreiter
- Philippaerts, Nicola (* 1993), belgischer Springreiter
- Philippaerts, Olivier (* 1993), belgischer Springreiter
- Philippaki-Warburton, Irene (1938–2023), griechische Neogräzistin
- Philippart, Clemens (1751–1825), deutscher Maler und Zeichner
- Philippart, Fernand (1870–1934), belgischer Industrieller und Bürgermeister von Bordeaux

###### Philippe
- Philippe (* 1960), belgischer KönigPhilippe (* 1960)

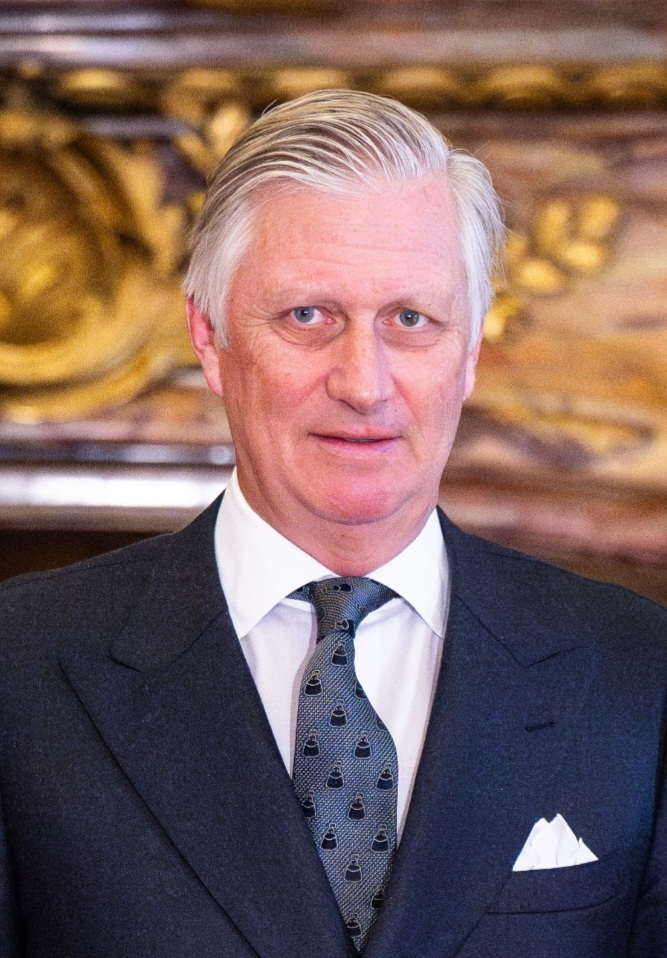
Philippe (* 1960)

- Philippe Berruyer († 1260), Bischof von Orléans, Erzbischof von Bourges, Heiliger
- Philippe d’Alcripe († 1581), Benediktinermönch und Autor
- Philippe d’Artois (1269–1298), Erbe der Grafschaft Artois, Herr von Conches, Mehun, Nonancourt und Domfront
- Philippe d’Artois, comte d’Eu († 1397), Graf von Eu und Connétable von Frankreich
- Philippe de Beaumanoir († 1296), französischer Jurist
- Philippe de La Baume-Saint-Amour (1616–1688), burgundischer Militär, Gouverneur der Freigrafschaft Burgund
- Philippe de Marigny († 1316), Erzbischof von Sens
- Philippe de Mézières († 1405), französischer Soldat, Diplomat und Schriftsteller
- Philippe de Nanteuil, französischer Trouvère, Herr von Nanteuil-le-Haudouin und Pomponne
- Philippe de Rémi (1210–1265), altfranzösischer Dichter
- Philippe de Thaon, französischer Geistlicher und Dichter
- Philippe de Toucy († 1277), Regent des lateinischen Kaiserreichs, Admiral von Sizilien
- Philippe de Valois, duc d’Orléans (1336–1375), Herzog von Orléans und Touraine, Graf von Valois
- Philippe de Vitry (1291–1361), französischer Geistlicher, Komponist, Dichter, Musiktheoretiker und Bischof
- Philippe du Plessiez († 1209), Großmeister des Templerordens
- Philippe I. de Bourbon, duc d’Orléans (1640–1701), französischer Prinz und FeldherrPhilippe I. de Bourbon, duc d’Orléans (1640–1701)

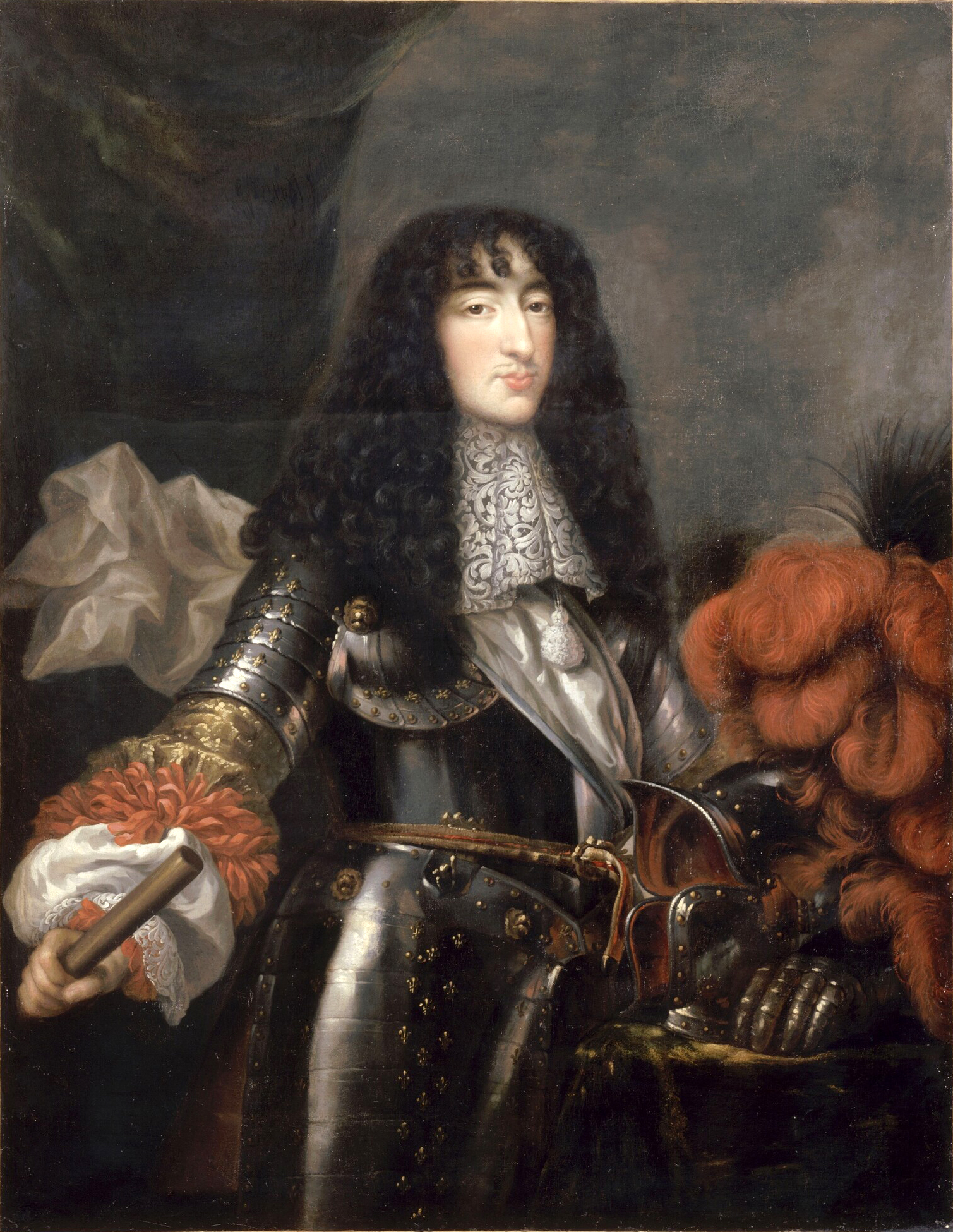
Philippe I. de Bourbon, duc d’Orléans (1640–1701)

- Philippe I. de Croÿ (1436–1482), Graf von Chimay und Gouverneur von Holland
- Philippe II. de Bourbon, duc d’Orléans (1674–1723), Regent von Frankreich (1715–1723); Onkel Ludwigs XV. von FrankreichPhilippe II. de Bourbon, duc d’Orléans (1674–1723)

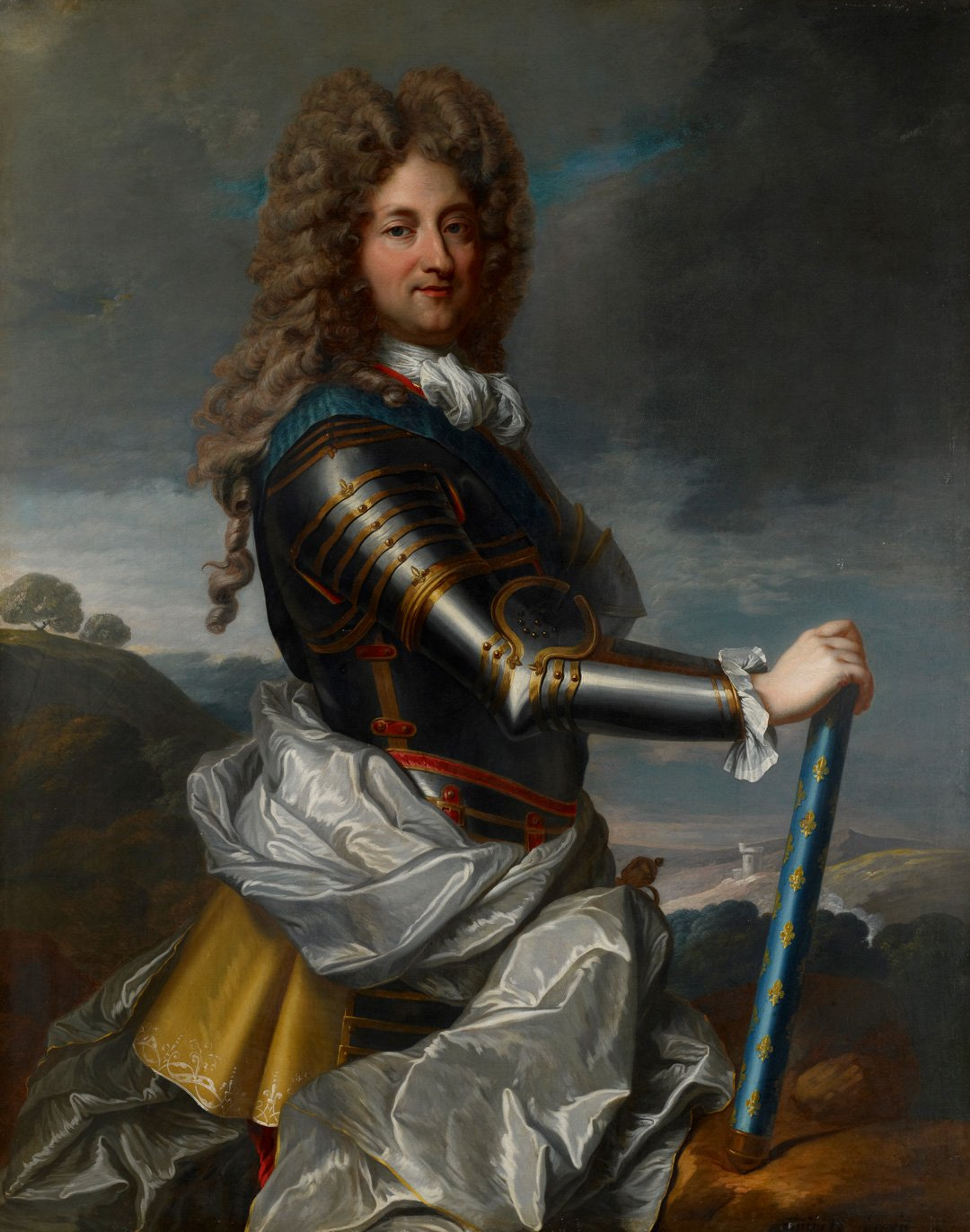
Philippe II. de Bourbon, duc d’Orléans (1674–1723)

- Philippe Mouskes († 1282), Kleriker und Dichter
- Philippe von Burgund (1323–1346), Graf von Auvergne und der Grafschaft Boulogne
- Philippe, Adrien (1815–1894), Erfinder der Remontoiruhr
- Philippe, Alexandre O., Schweizer Filmregisseur
- Philippe, Annie (* 1946), französische Popsängerin
- Philippe, Benoît (* 1959), deutscher Linguist, Lehrer, Übersetzer und Esperanto-Schriftsteller
- Philippe, Charles-Louis (1874–1909), französischer Schriftsteller und Dichter
- Philippe, Didier (* 1961), französischer Fußballspieler und -trainer
- Philippe, Édouard (* 1970), französischer Politiker (parteilos, bis 2017 Les Républicains), Premierminister
- Philippe, Guy (* 1968), haitianischer Offizier, Polizeichef und Rebellenführer
- Philippe, Jean (1931–2022), französischer Sänger
- Philippe, Jean Francis (1918–1977), französischer Verwaltungsbeamter und Präfekt
- Philippe, Joseph Laurent (1877–1956), luxemburgischer Ordensgeistlicher, römisch-katholischer Bischof von Luxemburg
- Philippe, Julie (* 1946), französische Schauspielerin
- Philippe, Laëtitia (* 1991), französische Fußballspielerin
- Philippe, Marie-Dominique (1912–2006), französischer Dominikaner, Philosoph, Theologe und Gründer der Gemeinschaft vom heiligen Johannes
- Philippe, Maurice (1932–1989), britischer Konstrukteur
- Philippe, Nelson (* 1986), französischer Rennfahrer
- Philippe, Nizier Anthelme (1849–1905), französischer Mystiker und Okkultist
- Philippe, Patrick (* 1962), französischer Curler
- Philippe, Paul-Pierre (1905–1984), französischer Kardinal der römisch-katholischen Kirche
- Philippe, Rayan (* 2000), französischer FußballspielerRayan Philippe (* 2000)

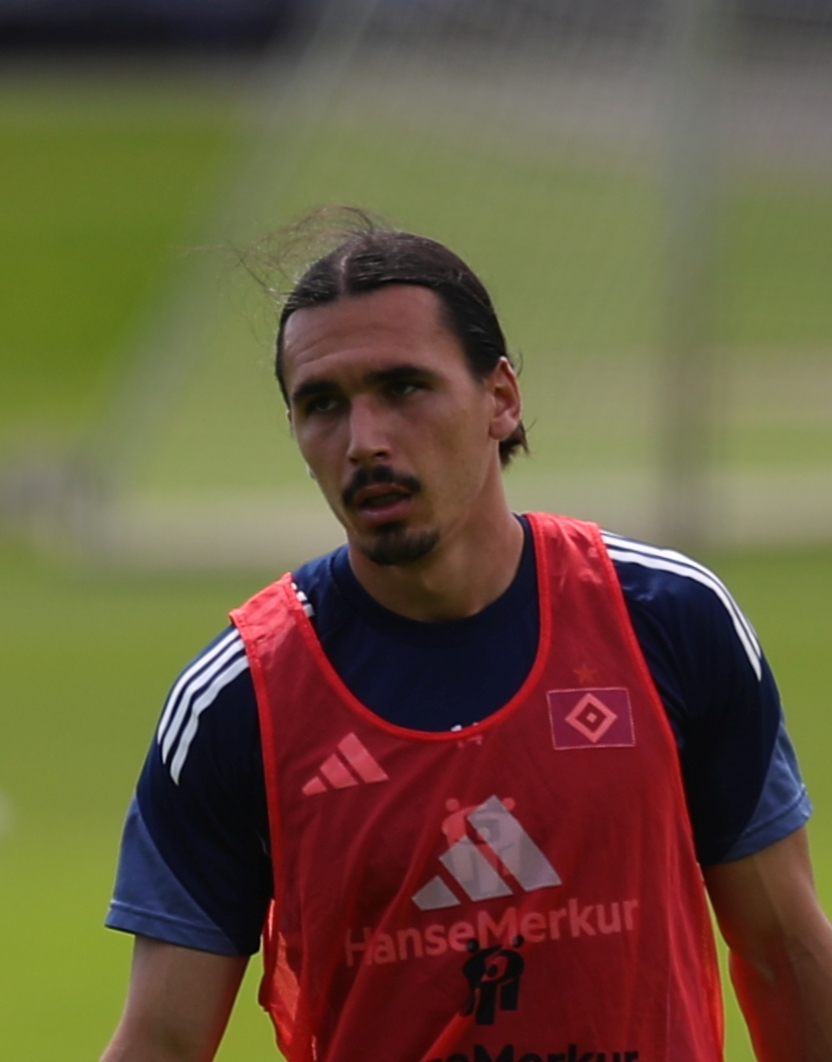
Rayan Philippe (* 2000)

- Philippe, Sébastien (* 1975), französischer Autorennfahrer
- Philippe, Shamar, US-amerikanischer Schauspieler, Filmregisseur, Filmproduzent und Drehbuchautor
- Philippe, Victor, französischer Radrennfahrer
- Philippe, Xavier (* 1980), französischer Ruderer
- Philippe-Gérard, Michel (1924–2014), französischer Orchesterleiter, Pianist, Dirigent, Komponist und Liedertexter
- Philippeau, Karel Frans (1825–1897), niederländischer Genremaler
- Philippeaux, Pierre (1754–1794), französischer Politiker und Mitglied des Nationalkonvents
- Philippen, Michael (* 1968), deutscher Handballtrainer, Handballspieler

###### Philippi
- Philippi, Adolf (1840–1923), deutscher Bürgermeister und Abgeordneter
- Philippi, Adolf (1843–1918), deutscher klassischer Philologe und Kunsthistoriker
- Philippi, Alfred (1903–1994), deutscher Generalmajor im Zweiten Weltkrieg
- Philippi, Andreas (* 1965), deutscher Politiker (SPD), MdB
- Philippi, Bernhard Eunom (1811–1852), preußischer Seemann, Naturaliensammler und Erkundungsreisender
- Philippi, Carl (1843–1906), deutscher Binnenschiffsreeder
- Philippi, Daniela (* 1949), deutsche Journalistin
- Philippi, Daniela (* 1966), deutsche Musikwissenschaftlerin
- Philippi, Emil (1871–1910), deutscher Geologe und Hochschullehrer in Jena
- Philippi, Eric (* 1997), deutscher Sänger, Künstler, Trompeter und MusikproduzentEric Philippi (* 1997)

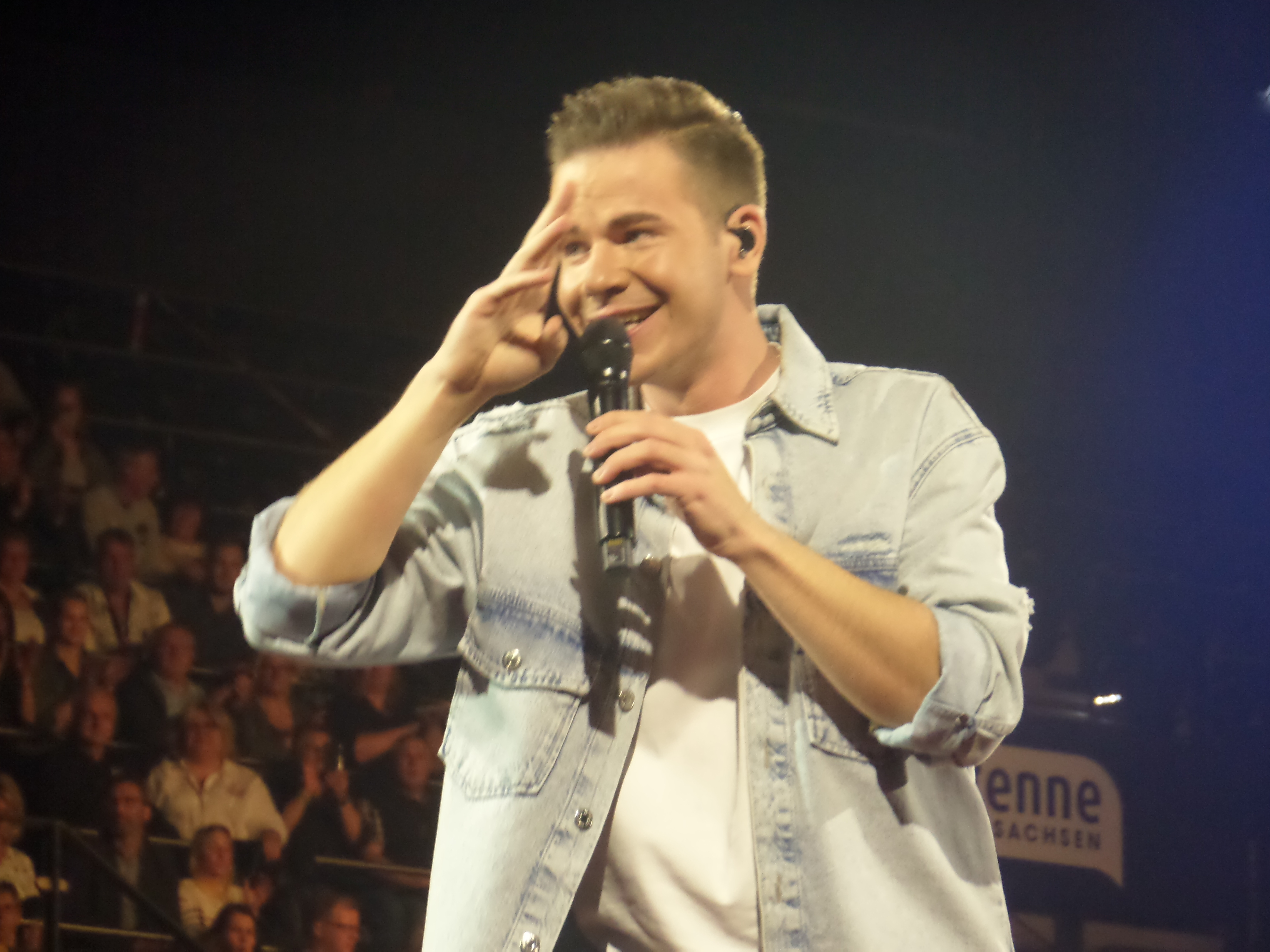
Eric Philippi (* 1997)

- Philippi, Ernst Christian (1668–1736), deutscher Theologe und Hofprediger
- Philippi, Federico (1838–1910), deutsch-chilenischer Botaniker
- Philippi, Felix (1851–1921), deutscher Journalist, Schriftsteller und Regisseur
- Philippi, Friedrich (1650–1724), deutscher Rechtswissenschaftler und Hochschullehrer
- Philippi, Friedrich (1853–1930), deutscher Historiker und Archivar
- Philippi, Friedrich (1859–1938), deutscher Reichsgerichtsrat
- Philippi, Friedrich Adolf (1809–1882), deutscher lutherischer Theologe
- Philippi, Friedrich Wilhelm Martin (1843–1905), deutscher Philologe und Orientalist
- Philippi, Fritz (1869–1933), deutscher evangelischer Pfarrer und Schriftsteller
- Philippi, Georg (1936–2010), deutscher Botaniker
- Philippi, Giovanni Maria, österreichisch-italienischer Architekt und Baumeister des Manierismus und des Frühbarock in Böhmen und Mähren und kaiserlicher Hofarchitekt in Prag
- Philippi, Hans (1916–2010), deutscher Historiker und Archivar
- Philippi, Heinrich Ludwig (1838–1874), deutscher Historienmaler
- Philippi, Jakob, Kleriker und Theologe in Basel und Paris
- Philippi, Johann (1607–1674), deutscher Rechtsgelehrter
- Philippi, Johann Ernst, deutscher Jurist und Hochschullehrer in Halle
- Philippi, Johann Friedrich Hector (1802–1880), deutscher Jurist und Politiker (Nationalliberal)
- Philippi, Johann Jacob Martin (1761–1850), deutscher Gelehrter, Publizist und königlich preußischer Hofrat
- Philippi, Joseph (1808–1891), deutscher katholischer Geistlicher und Politiker, MdR
- Philippi, Jule (1965–2012), deutsche Autorin
- Philippi, Julia (* 1962), deutsche Politikerin (CDU), MdL
- Philippi, Julia (* 1980), deutsche Schauspielerin
- Philippi, Karl Ferdinand (1795–1852), deutscher Publizist und Verleger
- Philippi, Lotte (1918–2004), deutsche Politikerin (CDU), MdL
- Philippi, Maria (1875–1944), Schweizer Altistin, Oratoriensängerin und Professorin
- Philippi, Markus (* 1979), deutscher Koch
- Philippi, Paul (1923–2018), rumänischer Theologe und Politiker
- Philippi, Peter (1866–1945), deutscher Maler
- Philippi, Robert (1877–1959), österreichischer Maler
- Philippi, Roland (* 1982), deutscher politischer Beamter (FDP)
- Philippi, Rudolf (1821–1897), preußischer Archivar und Historiker
- Philippi, Rudolf (1835–1903), freisinniger Schweizer Politiker
- Philippi, Rudolph Amandus (1808–1904), deutsch-chilenischer Paläontologe, Botaniker, Zoologe und Malakologe
- Philippi, Siegfried (1871–1936), deutscher Theaterschauspieler, Theaterregisseur, Filmregisseur und Drehbuchautor
- Philippi, Viktor von (1675–1739), kaiserlich habsburgischer Feldmarschall
- Philippi, Waldemar (1828–1869), deutscher Maler
- Philippi, Waldemar (1929–1990), saarländischer, deutscher Fußballspieler
- Philippide, Alexandru (1859–1933), rumänischer Romanist und Rumänist
- Philippides, Daniel (1750–1832), griechischer Gelehrter
- Philippikos († 614), oströmischer General
- Philippikos Bardanes († 713), byzantinischer Kaiser (711–713)
- Philippin, Frank (* 1967), deutscher Grafikdesigner
- Philippin, Hanna (* 1992), deutsche Triathletin
- Philippin, Jules (1818–1882), Schweizer Politiker
- Philippin, Sybille (* 1970), deutsche Opernsängerin (Mezzosopran)
- Philippine Charlotte von Preußen (1716–1801), Herzogin von Braunschweig-WolfenbüttelPhilippine Charlotte von Preußen (1716–1801)

Philippine Charlotte von Preußen (1716–1801)

- Philippine Elisabeth Cäsar (1686–1744), deutsche Reichsfürstin
- Philippine von Brandenburg-Schwedt (1745–1800), Prinzessin von Preußen, durch Heirat Landgräfin von Hessen-Kassel
- Philippis, Guido de (* 1985), italienischer Mathematiker

###### Philippo
- Philippon, Armand (1761–1836), französischer Divisionsgeneral
- Philippon, Thomas (* 1974), französischer Ökonom
- Philippos, makedonischer Feldherr
- Philippos, makedonischer Offizier
- Philippos, Sohn von Alexander I. (Makedonien)
- Philippos, makedonischer Feldherr und Statthalter
- Philippos († 318 v. Chr.), makedonischer Feldherr und Statthalter
- Philippos, makedonischer Feldherr, Bruder Kassanders
- Philippos, makedonischer Feldherr
- Philippos von Opus, antiker griechischer Philosoph und Astronom
- Philippos, Sohn des Agathokles, makedonischer Offizier
- Philippos, Sohn des Menelaos, makedonischer Offizier
- Philippot, Augustin-Emmanuel (1716–1794), französischer Geistlicher, Seliger der römisch-katholischen Kirche
- Philippot, Florian (* 1981), französischer Politiker (FN), MdEPFlorian Philippot (* 1981)

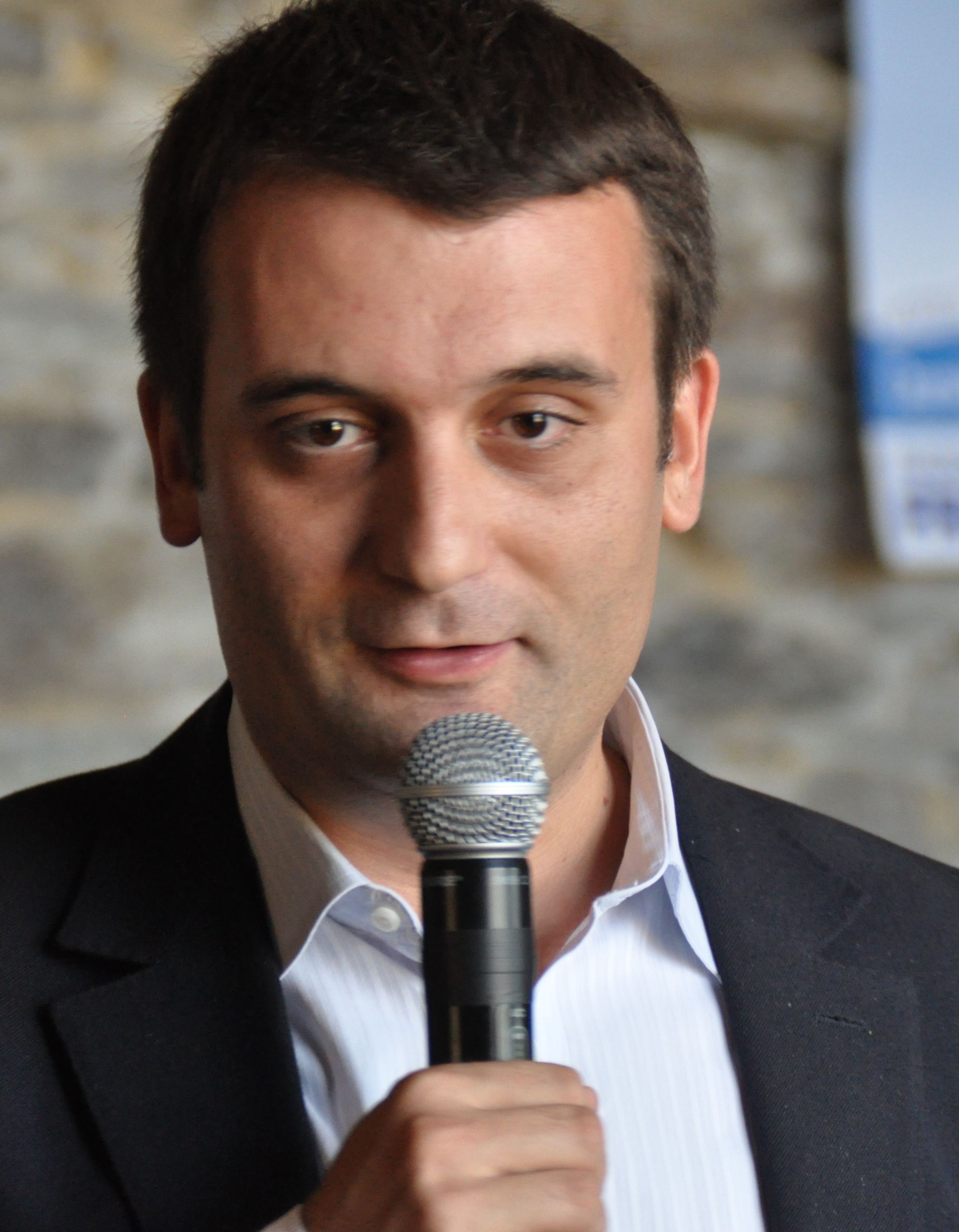
Florian Philippot (* 1981)

- Philippot, Just (* 1982), französischer Drehbuchautor und Filmregisseur
- Philippot, Michél (1925–1996), französischer Komponist und Musikpädagoge
- Philippoteaux, Félix (1815–1884), französischer Maler
- Philippoteaux, Paul (1846–1923), französischer Maler
- Philippoteaux, Romain (* 1988), französischer Fußballspieler
- Philippou, Danny (* 1992), australischer Filmregisseur, Drehbuchautor und Webvideoproduzent
- Philippou, Michael (* 1992), australischer Filmregisseur und Webvideoproduzent
- Philippoussis, Mark (* 1976), australischer Tennisspieler
- Philippovich von Philippsberg, Eugen (1858–1917), österreichischer Ökonom und Politiker, Landtagsabgeordneter
- Philippovich von Philippsberg, Joseph (1818–1889), österreichischer Feldzeugmeister
- Philippovich, Eugen von (1919–2004), österreichischer Kunsthistoriker und Kunsthändler
- Philippovich, Hanna (1890–1970), österreichische Malerin und Restauratorin
- Philippow, Eugen (1917–1991), bulgarischer Ingenieur und Hochschullehrer

###### Philipps
- Philipps, Alexandra (* 1975), deutsches Fotomodell sowie Schönheitskönigin
- Philipps, Benjamin Samuel (1811–1889), englischer Unternehmer, Vorkämpfer der jüdischen Emanzipation in England, Lordmayor von London
- Philipps, Busy (* 1979), US-amerikanische Schauspielerin und DrehbuchautorinBusy Philipps (* 1979)

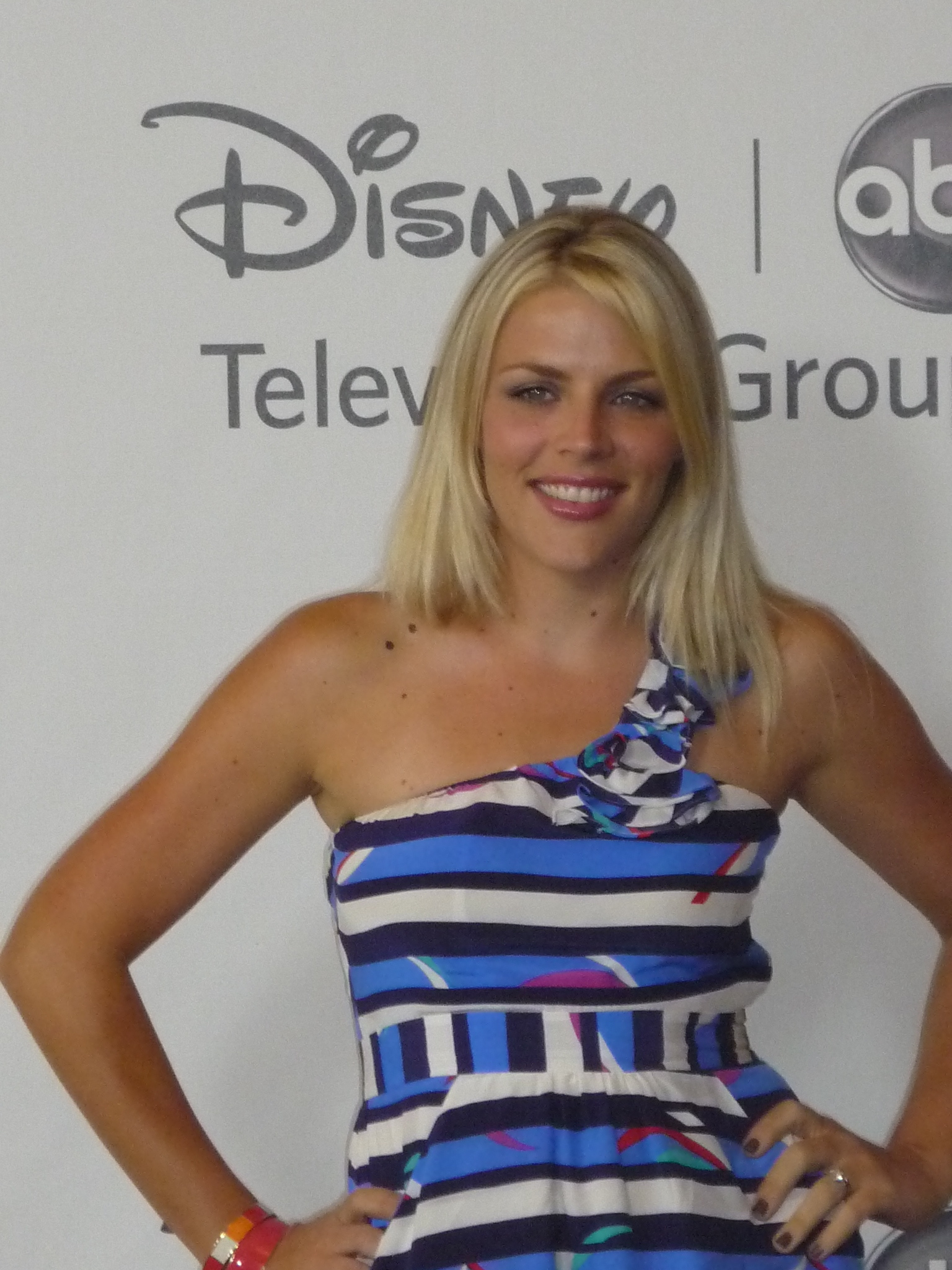
Busy Philipps (* 1979)

- Philipps, Carolin (* 1954), deutsche Jugendbuchautorin
- Philipps, Chris (* 1994), luxemburgischer Fußballspieler
- Philipps, Christina (* 1947), deutsche Politikerin (CDU), MdL
- Philipps, Christoph (* 1998), deutscher Basketballspieler
- Philipps, Colwyn, 3. Viscount St. Davids (1939–2009), britischer Peer
- Philipps, Eugène (1918–2018), elsässischer Publizist und Lehrer
- Philipps, Georg (1774–1861), deutscher Gutsbesitzer und Politiker
- Philipps, Helmut (* 1953), deutscher Autor, Journalist, Tontechniker, Produzent und Referent
- Philipps, J. D. (1846–1926), deutscher Musikinstrumentenbauer
- Philipps, Otto (1869–1932), deutscher Maler, Kunstlehrer und Kunstkritiker
- Philipps, Wilhelm (1859–1933), evangelischer Theologe
- Philipps, Wilhelm (1891–1982), deutscher evangelischer Theologe und Pfarrer
- Philipps, Wilhelm (1894–1971), deutscher Offizier, zuletzt Generalleutnant im Zweiten Weltkrieg
- Philipps, Wogan, 2. Baron Milford (1902–1993), britischer Adliger und Politiker (CPGB)
- Philippsborn, Willy (1910–1992), deutscher jüdischer KZ-Häftling
- Philippsen, Astrid (* 1942), deutsche Übersetzerin
- Philippsen, Hans (1866–1926), schleswig-holsteinischer Heimatforscher
- Philippsen, Heinrich (1858–1936), deutscher Heimatforscher
- Philippson, Alfred (1864–1953), deutscher und jüdischer Geograf
- Philippson, Ernst Alfred (1900–1993), deutsch-amerikanischer germanistischer und anglistischer Mediävist und Hochschullehrer
- Philippson, Gustav (1816–1880), deutscher Lehrer und Politiker, MdL
- Philippson, Julius (1894–1943), deutscher Lehrer
- Philippson, Louis (* 2003), deutscher Pianist
- Philippson, Ludwig (1811–1889), deutscher Schriftsteller und Rabbiner
- Philippson, Martin (1846–1916), deutscher Historiker
- Philippson, Moses (1775–1814), deutscher Schriftsteller, Lehrer, Übersetzer und Verleger
- Philippson, Paula (1874–1949), deutsche Religionswissenschaftlerin
- Philippson, Phöbus Moses (1807–1870), deutscher Schriftsteller und Mediziner
- Philippson, Robert (1858–1942), deutscher Klassischer Philologe und Gymnasiallehrer
- Philippsthal, Arno (1887–1933), deutscher jüdischer Arzt

###### Philippu
- Philippu, Athineos (* 1931), deutscher Pharmakologe
- Philippus, Diakon der Jerusalemer UrgemeindePhilippus

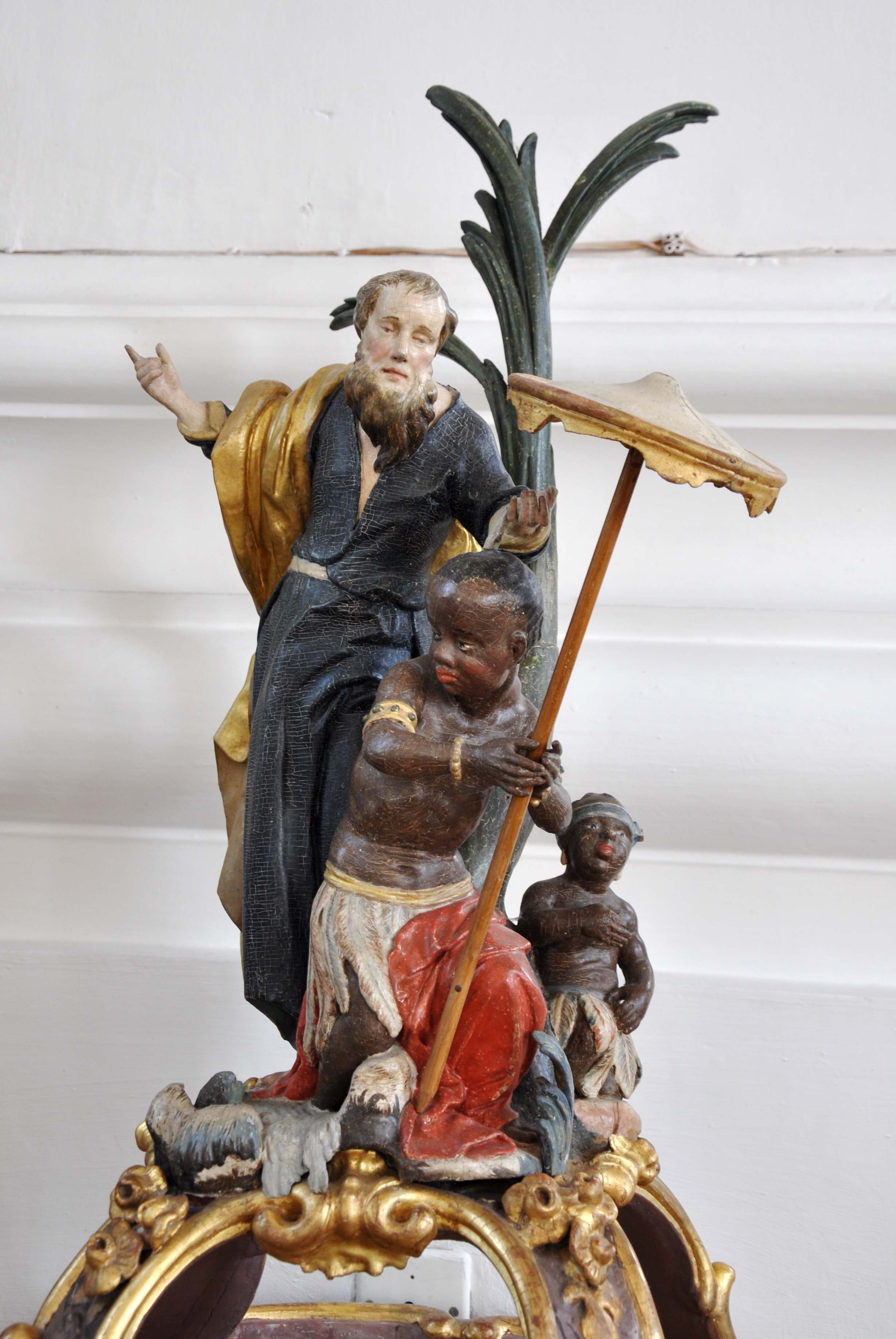
Philippus

- Philippus, Freigelassener des römischen Feldherrn Pompeius
- Philippus, Apostel
- Philippus Arabs († 249), römischer Feldherr und KaiserPhilippus Arabs († 249)

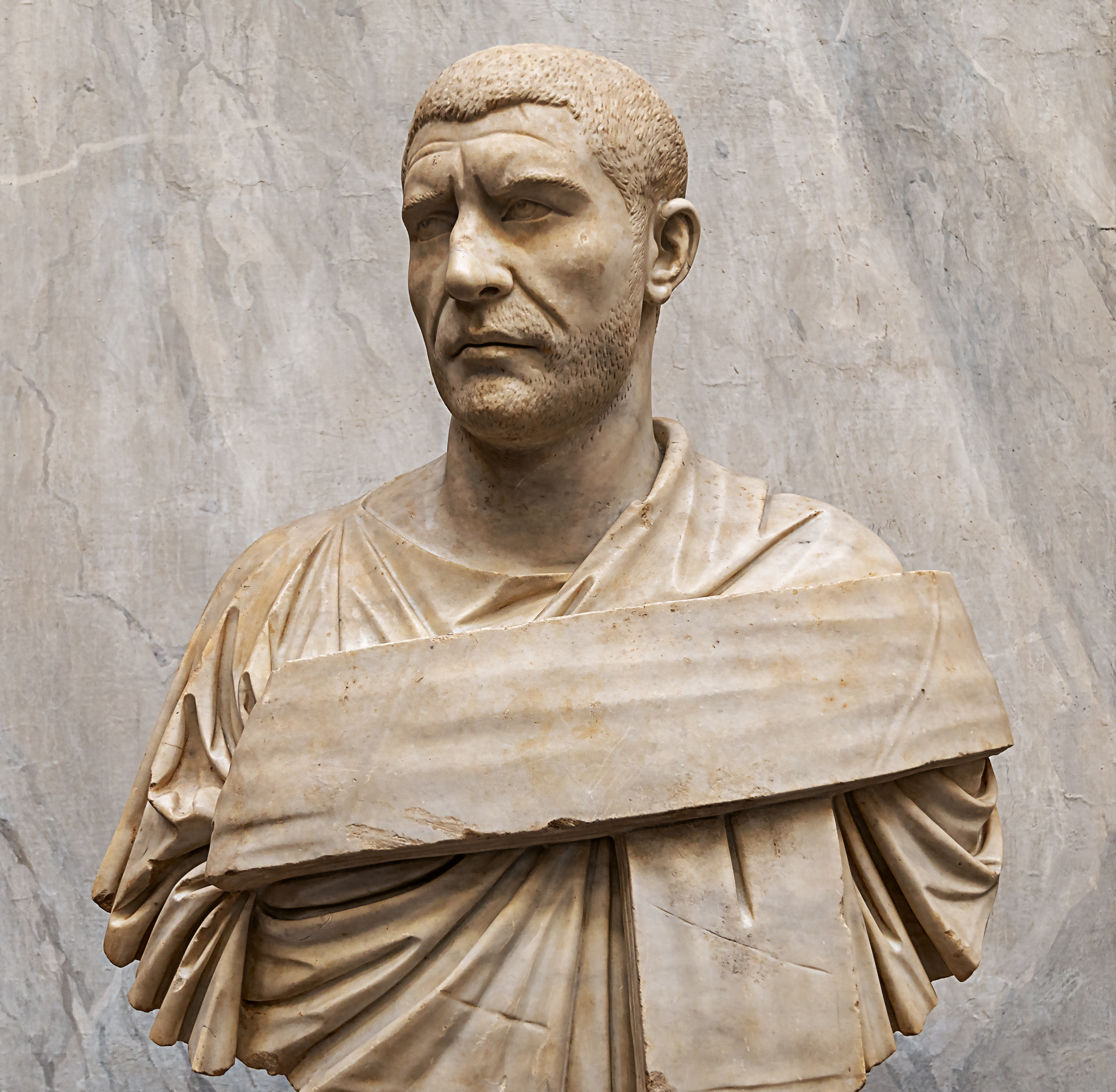
Philippus Arabs († 249)

- Philippus Caesar (237–249), Sohn des römischen Kaisers Philippus Arabs und seiner Ehefrau Otacilia Severa
- Philippus von Gortyna, Bischof von Gortyna und Heiliger

###### Philips
- Philips, Anton (1874–1951), niederländischer Wirtschaftsführer
- Philips, Bilal (* 1947), jamaikanisch-kanadischer islamistischer Prediger und Autor
- Philips, Carlo (1868–1936), deutscher Dichter, Schriftsteller und Übersetzer
- Philips, Dirk (1504–1568), niederländischer Theologe und Mitbegründer der Mennoniten
- Philips, Eric (* 1962), australischer Polarabenteurer, Polarführer und Raumfahrer
- Philips, Francis Charles (1849–1921), britischer Schriftsteller und Schauspieler
- Philips, Frederik (1830–1900), niederländischer Industrieller und Bankier
- Philips, Frits (1905–2005), niederländischer Industrieller
- Philips, Gerard (1858–1942), niederländischer Industrieller
- Philips, Gérard (1899–1972), belgischer katholischer Theologe
- Philips, Gina (* 1970), US-amerikanische Schauspielerin und Filmproduzentin
- Philips, Hermann August (1844–1927), deutscher Genre- und Porträtmaler
- Philips, John Finis (1834–1919), US-amerikanischer Jurist und Politiker
- Philips, Katherine (1632–1664), englisch-walisische Dichterin, Übersetzerin und Literatin
- Philips, Lee (1927–1999), US-amerikanischer Schauspieler und Regisseur
- Philips, Lion (1794–1866), holländischer Fabrikant, Onkel von Karl Marx
- Philips, Margot (1902–1988), neuseeländische Malerin und Kunstförderin
- Philips, Mary (1901–1975), US-amerikanische SchauspielerinMary Philips (1901–1975)

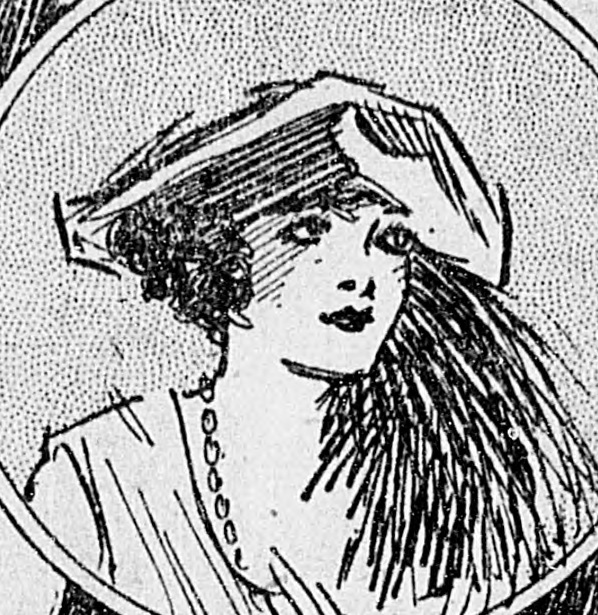
Mary Philips (1901–1975)

- Philips, Obbe († 1568), Anführer der nach ihm benannten Gruppe von Täufern, den Obbeniten
- Philips, Peter († 1628), englischer Komponist
- Philips, Regina (* 1961), deutsche Judoka
- Philips, Reginald Enos Kirkland junior (1951–1986), jamaikanischer Diplomat
- Philipsborn, Dorothea von (1894–1971), deutsche Bildhauerin und Malerin
- Philipsborn, Ernst von (1853–1915), deutscher Verwaltungsbeamter
- Philipsborn, Hellmut von (1892–1983), deutscher Mineraloge
- Philipsborn, Henning von (* 1934), deutscher Physiker und Mineraloge
- Philipsborn, Karl Ludwig Richard von (1808–1884), preußischer Generalpostmeister und Generalpostdirektor des Norddeutschen Bundes
- Philipsborn, Max von (1891–1973), deutscher Verwaltungsjurist und Landrat des Kreises Anklam
- Philipsborn, Maximilian von (1815–1885), preußischer Gesandter und Politiker
- Philipsborn, Wolfgang von (1929–2017), deutscher Chemiker, Experte auf dem Gebiet der Kernspinresonanz-Spektroskopie
- Philipse, Esther (1913–1944), niederländische Schauspielerin
- Philipse, Herman (* 1951), niederländischer Philosoph
- Philipsen, Albert (* 2006), dänischer Radrennfahrer
- Philipsen, Alexandra (* 1970), deutsche Fachärztin und Professorin für Psychiatrie und Psychotherapie
- Philipsen, Christian (* 1972), deutscher Historiker
- Philipsen, Constantin (1859–1925), dänischer Kinobetreiber, Filmproduzent und Filmregisseur
- Philipsen, Jasper (* 1998), belgischer RadrennfahrerJasper Philipsen (* 1998)

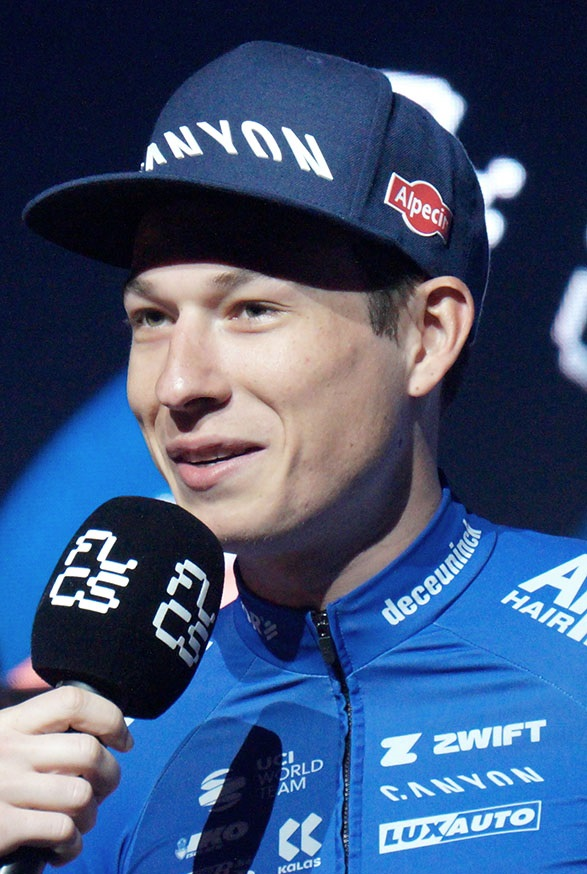
Jasper Philipsen (* 1998)

- Philipsen, Morits (1814–1877), dänischer Privatbankier, Unternehmer und Politiker
- Philipsen, Nicolai (1880–1949), dänischer Turner
- Philipsen, Preben (1910–2005), dänischer Filmproduzent
- Philipsen, Theodor (1840–1920), dänischer Maler des Impressionismus
- Philipsky, Jordan (* 2003), österreichischer Fußballspieler
- Philipson, David, US-amerikanischer Bansuri-Spieler
- Philipson, Lorens Münter (1765–1851), schwedischer Arzt und Publizist
- Philipson, Mabel (1886–1951), englisch-britische Schauspielerin, Politikerin und Mitglied des House of Commons (Conservative)
- Philipsson, Lena (* 1966), schwedische PopsängerinLena Philipsson (* 1966)

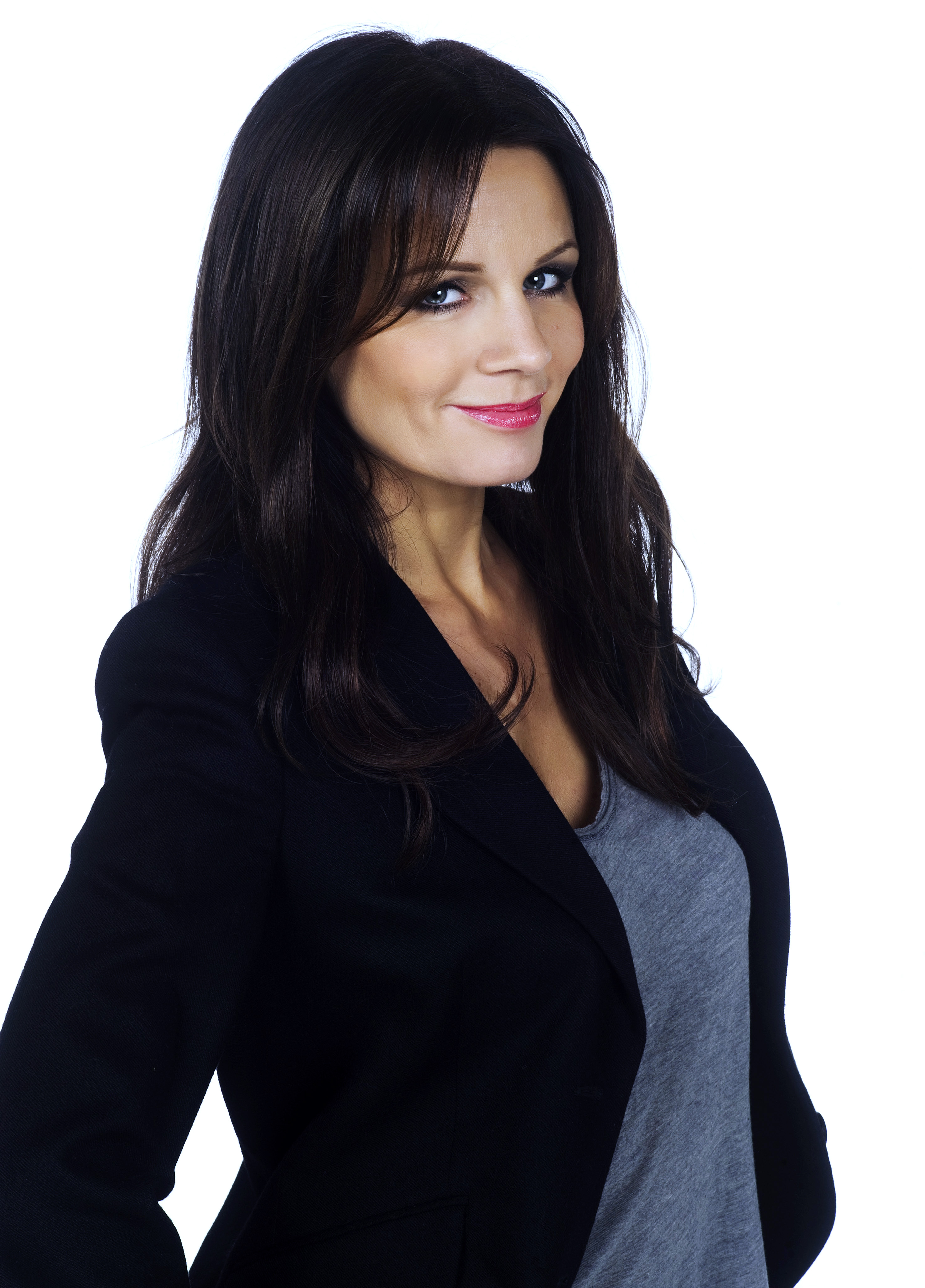
Lena Philipsson (* 1966)

- Philipsz, Susan (* 1965), schottische Klangkünstlerin

##### Philis
- Philiskos von Ägina, antiker griechischer Philosoph
- Philistion von Lokroi, Arzt
- Philistis, Königin von Syrakus
- Philistos († 356 v. Chr.), griechischer Historiker

##### Philit
- Philites, Konstantin Anastasiades († 1834), Siebenbürger Arzt

#### Phill

##### Phille
- Phillerson (* 1998), brasilianischer Fußballspieler

##### Philli
- Phillie MC (* 1974), deutscher Rapper
- Phillifent, John Thomas (1916–1976), britischer Science-Fiction-Autor
- Phillimore, Francis, 5. Baron Phillimore (1944–2025), britischer Peer und Politiker (Conservative Party)
- Phillimore, Joseph (1775–1855), englischer Jurist, Hochschullehrer und Politiker
- Phillinganes, Greg (* 1956), US-amerikanischer Session-Keyboarder und Mitglied von Toto
- Phillip, Abby (* 1988), US-amerikanische Journalistin und Fernsehmoderatorin
- Phillip, Andy (1922–2001), US-amerikanischer Basketballspieler
- Phillip, Arthur (1738–1814), britischer Seefahrer und Gouverneur von New South Wales
- Phillip, Emil (1886–1965), Diakon der evangelischen Gemeinde Zossen
- Phillip, Marvin (* 1984), Fußballtorhüter aus Trinidad und Tobago
- Phillip, Mary (* 1977), englische Fußballspielerin
- Phillip, Njisane (* 1991), Radrennfahrer aus Trinidad und Tobago
- Phillip, Rubin (* 1948), anglikanischer Geistlicher und ehemaliger Bischof von Natal in der Anglican Church of Southern Africa
- Phillipe, Paul (1870–1930), Bildhauer
- Phillipoff, Harold (* 1956), kanadischer Eishockeyspieler
- Phillipp, Ulrich (* 1956), deutscher Jazz- und Improvisationsmusiker
- Phillippe, Ryan (* 1974), US-amerikanischer SchauspielerRyan Phillippe (* 1974)

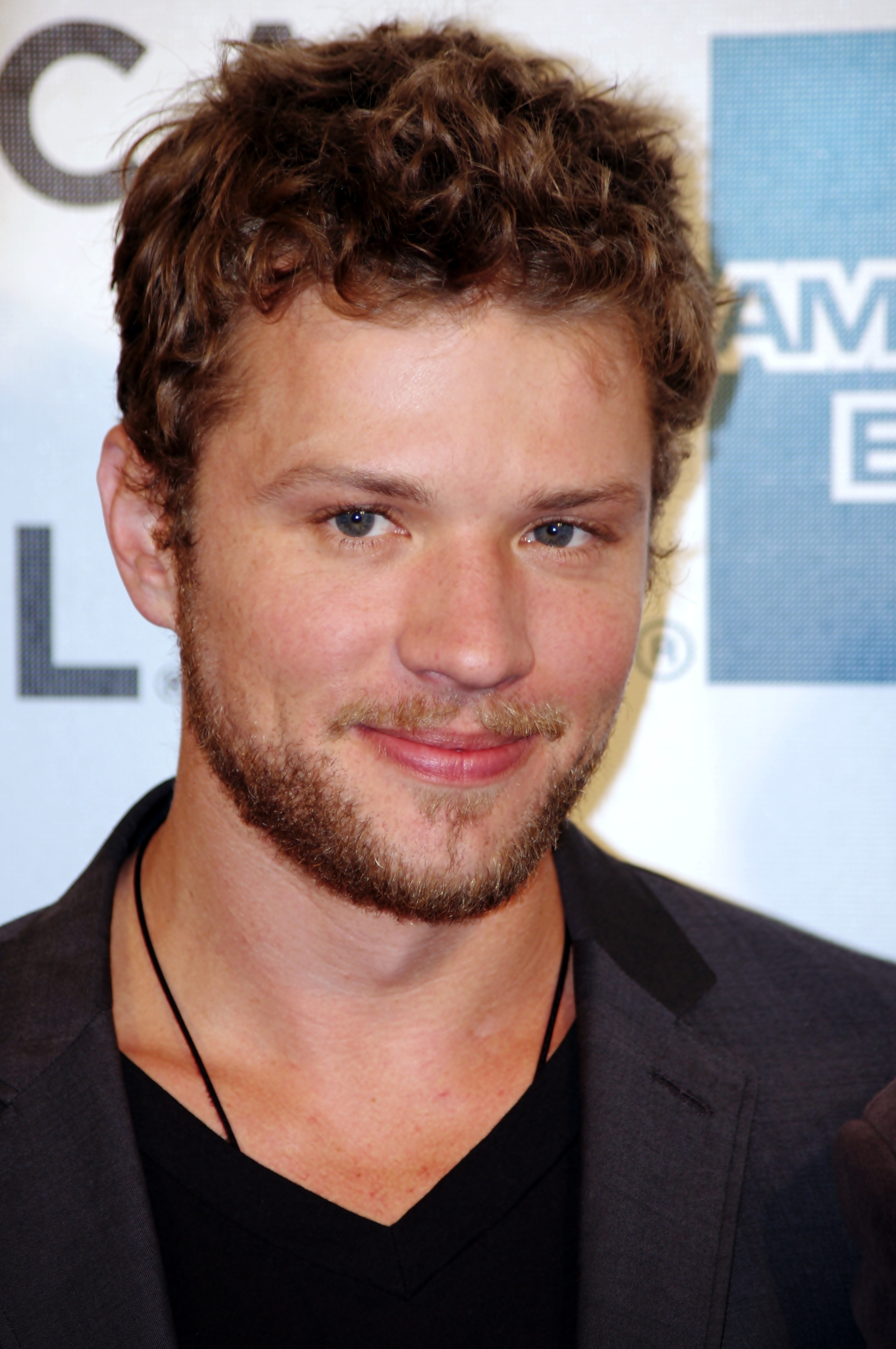
Ryan Phillippe (* 1974)

- Phillipps, Thomas (1792–1872), englischer Büchersammler
- Phillipps, Vivian (1870–1955), britischer Politiker
- Phillips Shedd, Jacqueline M., US-amerikanische Filmproduzentin und Dokumentarfilmerin
- Phillips, Adam (* 1954), britischer Psychoanalytiker
- Phillips, Adolph (1845–1886), deutscher Journalist und Politiker (DFP), MdR
- Phillips, Adolph der Ältere (1813–1877), preußischer Politiker
- Phillips, Adrian (* 1992), US-amerikanischer Footballspieler
- Phillips, Alan (* 1956), südafrikanischer Badminton- und Baseballspieler
- Phillips, Alban W. (1914–1975), neuseeländisch-britischer Ökonom (Phillips-Kurve)
- Phillips, Alex (1900–1977), kanadisch-mexikanischer Kameramann und Kleindarsteller
- Phillips, Álex junior (1935–2007), mexikanischer Kameramann
- Phillips, Alexandra Louise Rosenfield (* 1985), britische Politikerin (GPEW), MdEP
- Phillips, Alfred N. (1894–1970), US-amerikanischer Politiker
- Phillips, Allan Robert (1914–1996), US-amerikanischer Ornithologe
- Phillips, Andre (* 1959), US-amerikanischer Leichtathlet und Olympiasieger
- Phillips, Andrew, Baron Phillips of Sudbury (1939–2023), britischer Rechtsanwalt und Politiker, Abgeordneter im House of Lords
- Phillips, Ann C., Administratorin der United States Maritime Administration
- Phillips, Anne (* 1950), britische Politikwissenschaftlerin
- Phillips, Anthony (* 1951), britischer Musiker
- Phillips, Arianne (* 1963), US-amerikanische Kostümbildnerin
- Phillips, Arminda (* 1963), US-amerikanische Biathletin
- Phillips, Ashley (* 1986), US-amerikanische Fußballtorhüterin
- Phillips, Augustine († 1605), Schauspieler des Elisabethanischen Theaters
- Phillips, Autumn (* 1978), britische Ehefrau von Peter Phillips
- Phillips, Barre (1934–2024), US-amerikanischer Jazz-Bassist
- Phillips, Bert Geer (1868–1956), US-amerikanischer Maler
- Phillips, Bijou (* 1980), US-amerikanische SchauspielerinBijou Phillips (* 1980)

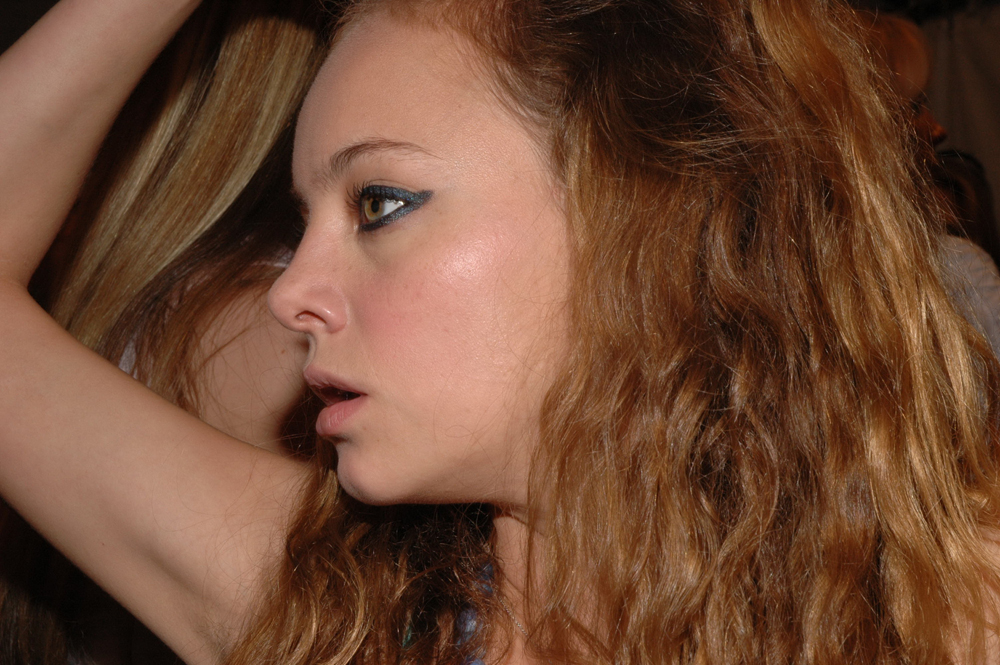
Bijou Phillips (* 1980)

- Phillips, Bobbie (* 1968), US-amerikanische Schauspielerin
- Phillips, Brad (1925–2009), US-amerikanischer Politiker, Manager und Unternehmer
- Phillips, Brenda (* 1958), simbabwische Hockeyspielerin

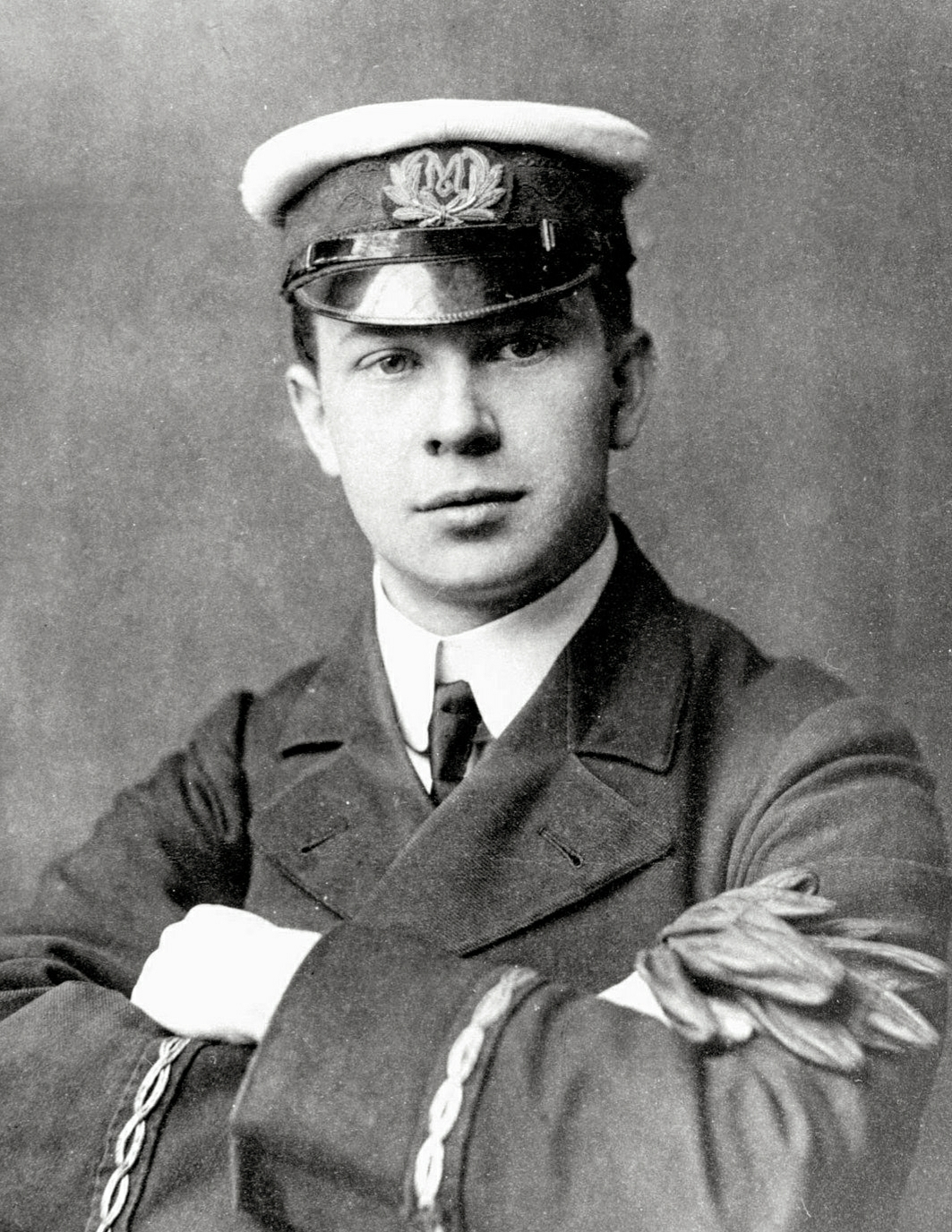
Jack Phillips (1887–1912)

- Phillips, Brewer (1924–1999), US-amerikanischer Blues-Musiker
- Phillips, Brian (* 1954), kanadischer Schwimmer
- Phillips, Bryan (* 1975), deutsch-kanadischer Eishockeyspieler
- Phillips, Burrill (1907–1988), US-amerikanischer Komponist und Musikpädagoge
- Phillips, Carleton J. (* 1942), US-amerikanischer Biologe
- Phillips, Carmen (1888–1966), US-amerikanische Schauspielerin der Stummfilmära
- Phillips, Carmen (1937–2002), US-amerikanische Schauspielerin
- Phillips, Caroline (1870–1956), schottisch-britische Journalistin und Frauenwahlrechtsaktivistin
- Phillips, Carter (* 1988), US-amerikanischer Pokerspieler
- Phillips, Caryl (* 1958), Schriftsteller von St. Kitts
- Phillips, Channing E. (1928–1987), US-amerikanischer Geistlicher, Bürgerrechtsführer und sozialer Aktivist
- Phillips, Cheryl-Ann (* 1970), jamaikanische Sprinterin
- Phillips, Chris (* 1978), kanadischer Eishockeyspieler
- Phillips, Chynna (* 1968), US-amerikanische Sängerin und SchauspielerinChynna Phillips (* 1968)

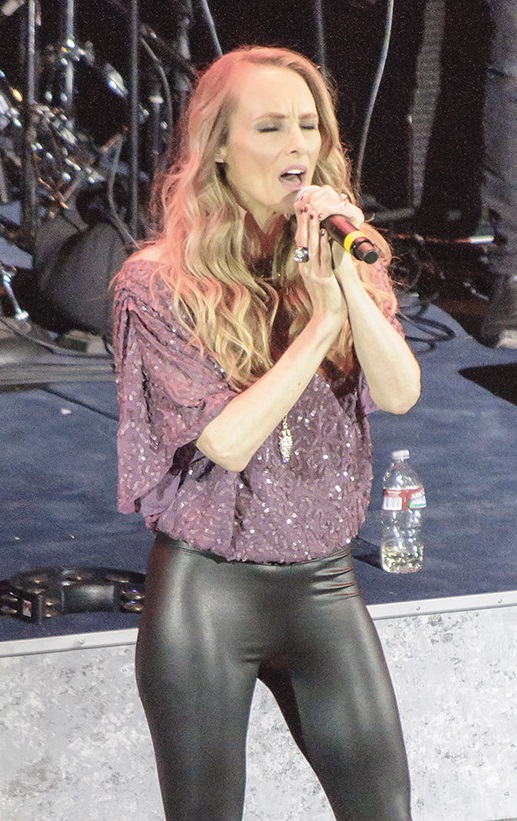
Chynna Phillips (* 1968)

- Phillips, Clifford Holmead (1889–1975), US-amerikanischer Maler
- Phillips, Conrad (1925–2016), britischer Schauspieler
- Phillips, Dan (* 1965), amerikanischer Jazzmusiker (Gitarre, Komposition)
- Phillips, Daniel, Maskenbildner
- Phillips, Dave (* 1987), britischer Eishockeyspieler
- Phillips, David (* 1963), walisischer Fußballspieler
- Phillips, David Atlee (1922–1988), US-amerikanischer Offizier der CIA
- Phillips, David C. (1924–1999), britischer Chemiker
- Phillips, David Graham (1867–1911), US-amerikanischer Schriftsteller und Journalist
- Phillips, David L. (* 1959), amerikanischer Politikwissenschaftler
- Phillips, Dayton E. (1910–1980), US-amerikanischer Politiker
- Phillips, Dean (* 1969), US-amerikanischer Politiker der Demokratischen Partei
- Phillips, Demar (* 1983), jamaikanischer Fußballspieler
- Phillips, Derek (* 1976), US-amerikanischer Schauspieler
- Phillips, Dorothy J. (* 1945), amerikanische Chemikerin
- Phillips, Dudley (* 1960), britischer Jazz- und Fusionmusiker (Kontrabass, E-Bass)
- Phillips, Dwight (* 1977), US-amerikanischer Weitspringer
- Phillips, Édouard (1821–1889), französischer Mathematiker, Statiker und Bergbauingenieur
- Phillips, Edwin Percy (1884–1967), südafrikanischer Botaniker
- Phillips, Eleanor Addison (1874–1952), englisch-britische Schulleiterin und Gründerin des ersten britischen Soroptimist-Clubs
- Phillips, Elizabeth Magie (1866–1948), US-amerikanische Spieleerfinderin
- Phillips, Erin (* 1985), australische Basketballspielerin und Footballspielerin
- Phillips, Esther (1935–1984), US-amerikanische Sängerin
- Phillips, Ethan (* 1955), US-amerikanischer Schauspieler und AutorEthan Phillips (* 1955)

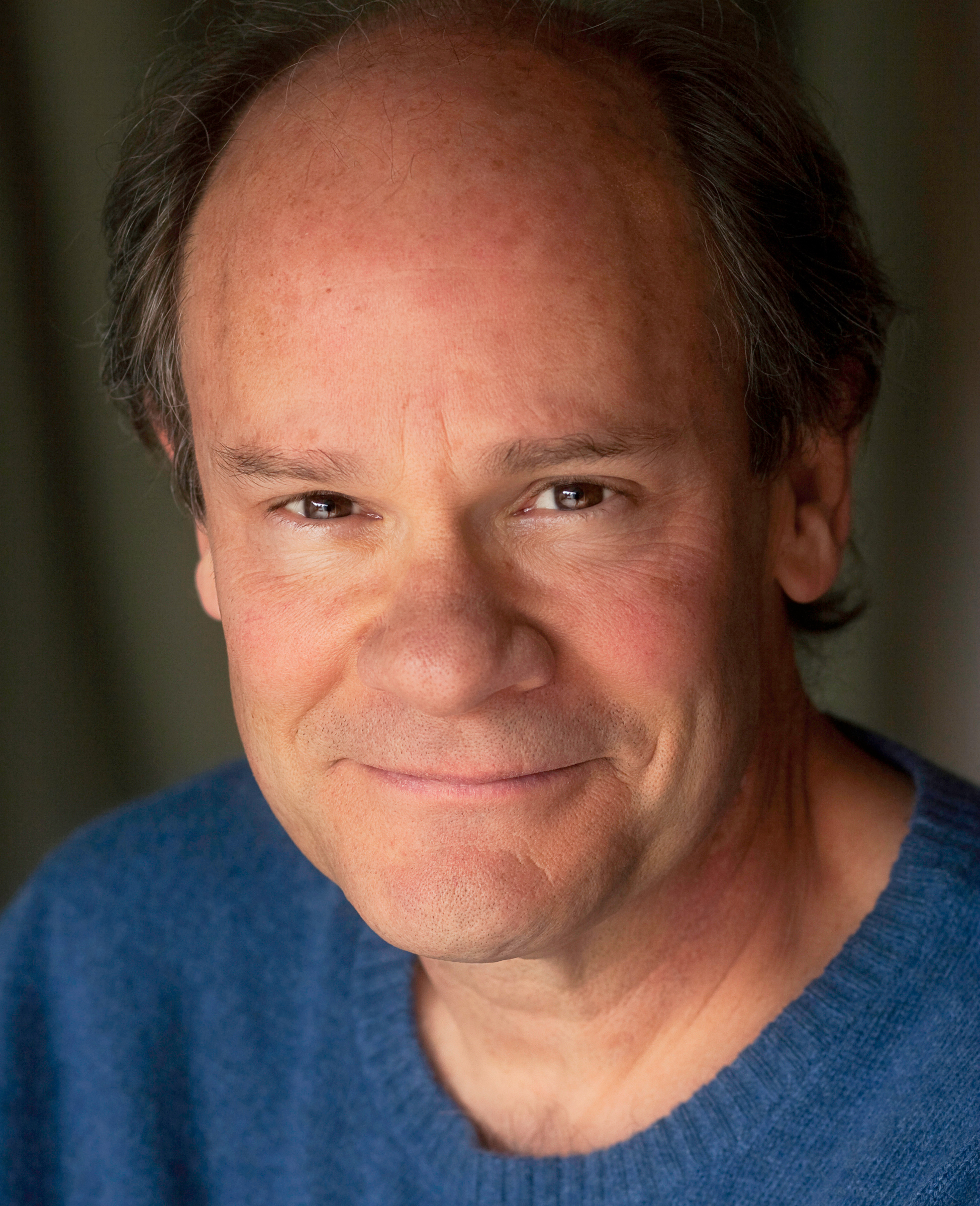
Ethan Phillips (* 1955)

- Phillips, Flip (1915–2001), amerikanischer Jazzsaxophonist und Klarinettist
- Phillips, Florence (1863–1940), südafrikanische Wohltäterin und Mäzenin der Künste
- Phillips, Foreman (1897–1968), US-amerikanischer Moderator und Country-Musiker
- Phillips, Francis C. (1850–1920), US-amerikanischer Chemiker
- Phillips, Frank V. (1912–1994), US-amerikanischer Kameramann

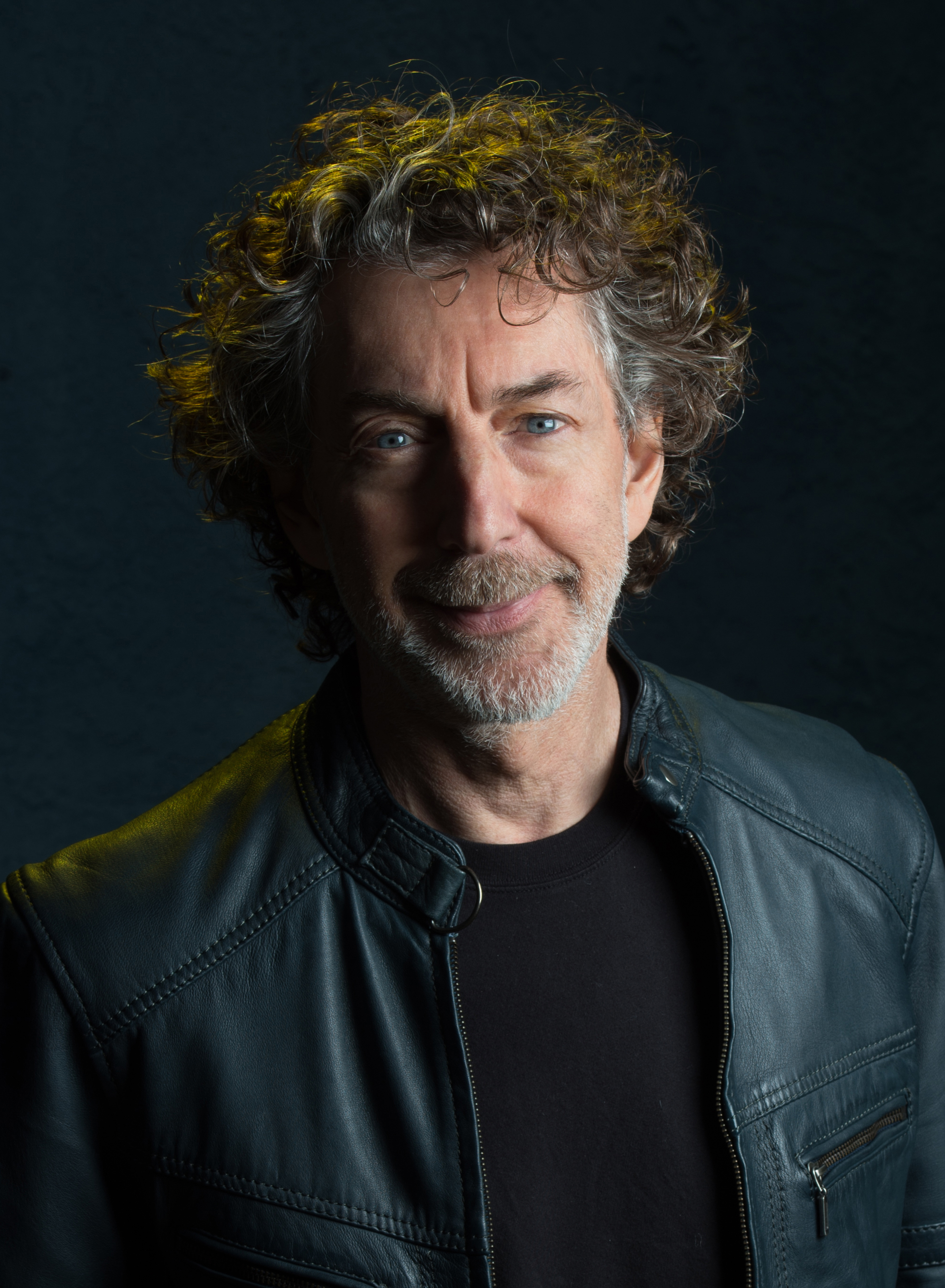
Simon Phillips (* 1957)

- Phillips, Fremont O. (1856–1936), US-amerikanischer Politiker (Republikanische Partei)
- Phillips, Gene (1915–1990), US-amerikanischer Musiker des Jump Blues (Gitarre, Gesang)
- Phillips, Georg (1804–1872), deutscher Kirchenrechtler und Rechtshistoriker
- Phillips, Glenn (* 1996), neuseeländischer Cricketspieler
- Phillips, Graham (* 1993), US-amerikanischer Schauspieler
- Phillips, Grant-Lee (* 1963), US-amerikanischer Sänger, Gitarrist und Songschreiber
- Phillips, Gussie, südafrikanische Badmintonspielerin
- Phillips, Harrison (* 1996), US-amerikanischer American-Football-Spieler
- Phillips, Harvey (1929–2010), amerikanischer Musiker (Tuba)
- Phillips, Henry Bayard (1881–1973), US-amerikanischer Mathematiker
- Phillips, Henry Disbrow (1882–1955), US-amerikanischer Footballspieler und Bischof der Episkopalkirche der Vereinigten Staaten von Amerika
- Phillips, Henry F. (1889–1958), US-amerikanischer Geschäftsmann
- Phillips, Henry Myer (1811–1884), US-amerikanischer Politiker
- Phillips, Hermon (1903–1986), US-amerikanischer Sprinter
- Phillips, Horace (1917–2004), britischer Diplomat
- Phillips, Horatio Frederick (* 1845), englischer Ingenieur und Luftfahrtpionier
- Phillips, Irna (1901–1973), US-amerikanische Drehbuchautorin, Lehrerin und Schauspielerin
- Phillips, Jack (1887–1912), Funkoffizier auf der TitanicJack Phillips (1887–1912)
- Phillips, Jaelan (* 1999), US-amerikanischer American-Football-Spieler
- Phillips, James (1853–1932), schottischer Fußballspieler
- Phillips, James Alexander (* 1984), walisischer Badmintonspieler
- Phillips, James C. (* 1933), amerikanischer Physiker
- Phillips, Jeff Daniel (* 1965), US-amerikanischer Schauspieler und Regisseur
- Phillips, Jim (* 1944), amerikanischer Grafiker und Illustrator
- Phillips, John (1770–1823), US-amerikanischer Politiker, erster Bürgermeister von Boston
- Phillips, John (1800–1874), britischer Geologe
- Phillips, John, US-amerikanischer Politiker
- Phillips, John (1887–1983), US-amerikanischer Politiker
- Phillips, John (1935–2001), US-amerikanischer Musiker und SongwriterJohn Phillips (1935–2001)

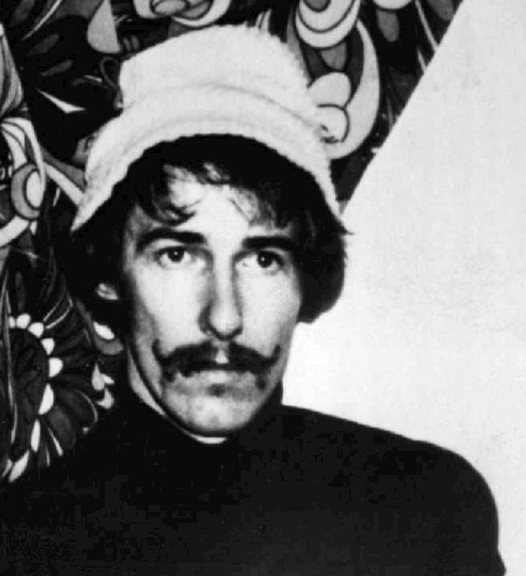
John Phillips (1935–2001)

- Phillips, John († 2008), schottischer Snookerspieler
- Phillips, John (* 1987), US-amerikanischer American-Football-Spieler
- Phillips, John Arthur (1822–1887), britischer Geologe, Bergbauingenieur und Metallurg
- Phillips, John Calhoun (1870–1943), US-amerikanischer Politiker
- Phillips, John Charles (1876–1938), US-amerikanischer Jäger, Zoologe, Ornithologe und Umweltschützer
- Phillips, John Lynch (* 1951), US-amerikanischer Astronaut
- Phillips, Jonathan (* 1963), britischer Schauspieler
- Phillips, Jonathan (* 1982), britischer Eishockeyspieler
- Phillips, Jourdana (* 1990), US-amerikanisches Model
- Phillips, Julia (1944–2002), US-amerikanische Filmproduzentin
- Phillips, Julianne (* 1960), US-amerikanische SchauspielerinJulianne Phillips (* 1960)

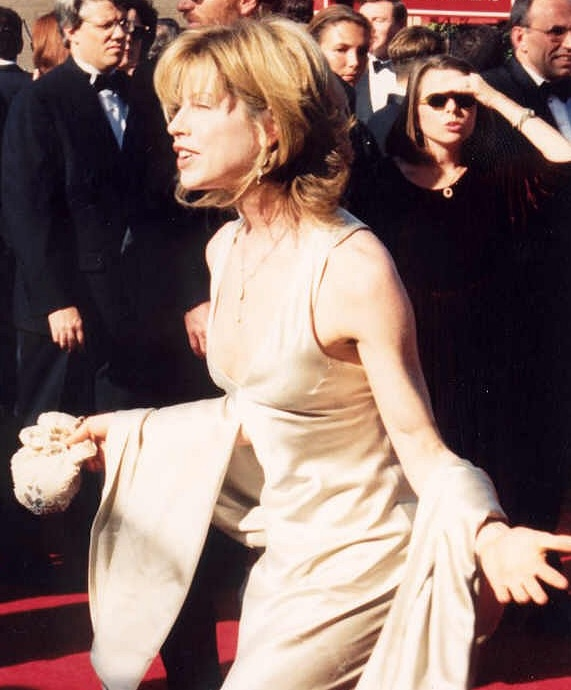
Julianne Phillips (* 1960)

- Phillips, Kalvin (* 1995), englischer Fußballspieler
- Phillips, Karen (* 1966), australische Schwimmerin
- Phillips, Karen Borlaug (* 1956), amerikanische Managerin und Regierungsbedienstete
- Phillips, Kate (* 1989), britische Schauspielerin
- Phillips, Kenisha (* 2001), guyanische Sprinterin
- Phillips, Kenny (* 1986), US-amerikanischer American-Football-Spieler
- Phillips, Kevin (1940–2023), US-amerikanischer Publizist, Politik-, Wirtschafts- und Geschichtskommentator
- Phillips, Kevin (* 1973), englischer Fußballspieler und -trainer
- Phillips, Kevin (* 1986), britischer Eishockeyspieler
- Phillips, Larry Eugene (1970–1997), US-amerikanischer Bankräuber
- Phillips, Lazarus (1895–1986), kanadischer Rechtsanwalt, Politiker und Kunstsammler
- Phillips, Len (1922–2011), englischer Fußballspieler
- Phillips, Leon C. (1890–1958), US-amerikanischer Politiker
- Phillips, Leslie (1924–2022), britischer Schauspieler
- Phillips, Lily (* 2001), britische Influencerin und PornodarstellerinLily Phillips (* 2001)

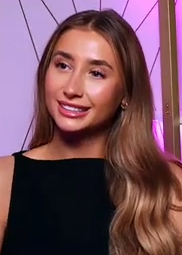
Lily Phillips (* 2001)

- Phillips, Lloyd (1905–1970), US-amerikanischer Jazzmusiker
- Phillips, Lloyd (1949–2013), neuseeländischer Filmproduzent

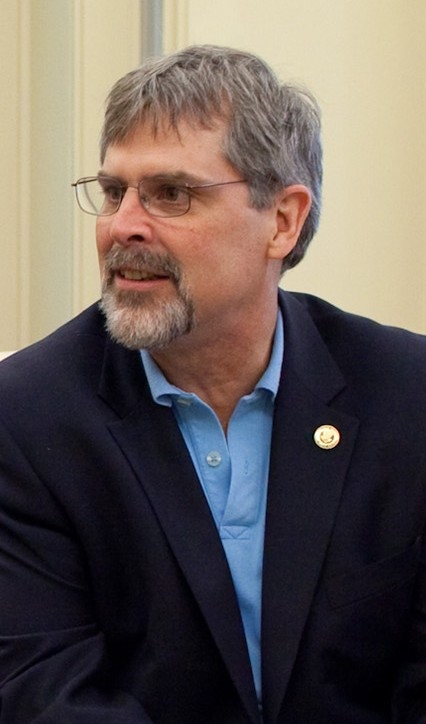
Richard Phillips (* 1955)

- Phillips, Lou Diamond (* 1962), US-amerikanischer Schauspieler, Regisseur, Drehbuchautor und Filmproduzent
- Phillips, Mackenzie (* 1959), US-amerikanische Schauspielerin
- Phillips, Maddie (* 1994), kanadische Filmschauspielerin
- Phillips, Marion (1881–1932), britische Politikerin (Labour), Mitglied des House of Commons
- Phillips, Mark (* 1948), britischer Vielseitigkeitsreiter und erster Ehemann von Prinzessin Anne
- Phillips, Mark (* 1961), guyanischer Offizier und Politiker, Premierminister von Guyana
- Phillips, Marshall (* 1975), US-amerikanischer Basketballspieler
- Phillips, Marvin (* 1931), amerikanischer Rhythm-and-Blues-Musiker und Saxophonist
- Phillips, Mary (1880–1969), englisch-britische Suffragette
- Phillips, Matt (* 1991), schottischer Fußballspieler
- Phillips, Melba (1907–2004), US-amerikanische Physikerin
- Phillips, Michael († 2016), britischer Eiskunstläufer
- Phillips, Michael (* 1943), US-amerikanischer Filmproduzent
- Phillips, Michael (* 1946), US-amerikanischer Schriftsteller und Autor
- Phillips, Michelle (* 1944), US-amerikanische Schauspielerin und SängerinMichelle Phillips (* 1944)

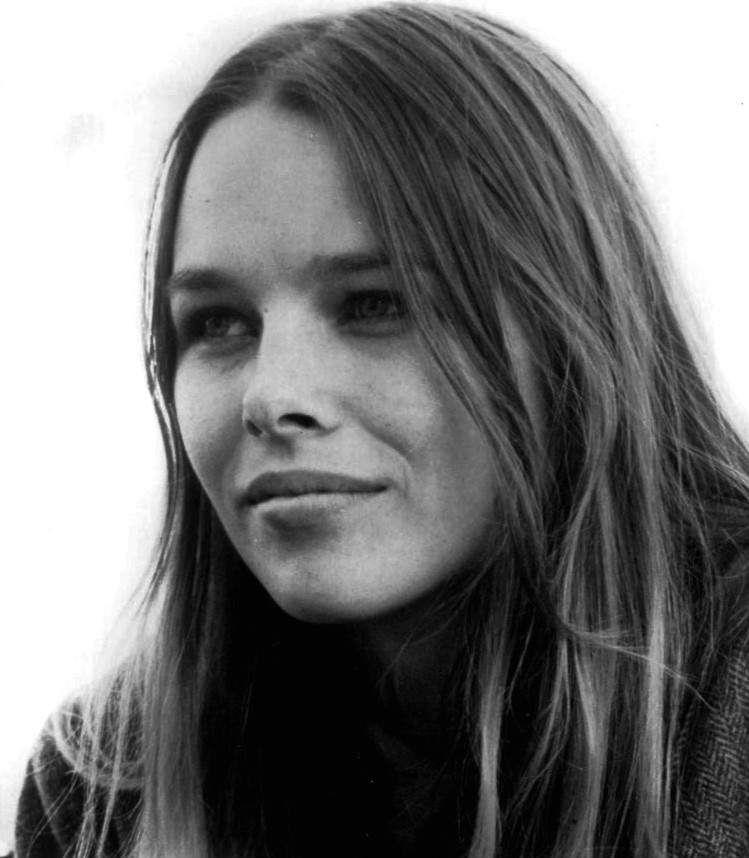
Michelle Phillips (* 1944)

- Phillips, Mike (* 1982), walisischer Rugby-Union-Spieler
- Phillips, Mike (* 1991), neuseeländischer Duathlet und Triathlet
- Phillips, Molly (* 2001), US-amerikanische Volleyball- und Beachvolleyballspielerin
- Phillips, Montague (1885–1969), britischer Komponist
- Phillips, Morgan (1902–1963), britischer Politiker der Labour Party
- Phillips, Nancy (* 1921), US-amerikanische Hürdenläuferin, Hoch- und Weitspringerin
- Phillips, Nat (1883–1932), australischer Theaterleiter, Komiker und Entertainer
- Phillips, Nathan (1892–1976), kanadischer Politiker und 52. Bürgermeister von Toronto
- Phillips, Nathan (* 1980), australischer Schauspieler
- Phillips, Nathaniel (* 1997), englischer Fußballspieler
- Phillips, Nicholas, Baron Phillips of Worth Matravers (* 1938), britischer Jurist, Präsident des Obersten Gerichtshofs des Vereinigten Königreichs
- Phillips, Nicola (* 1971), britische Politikwissenschaftlerin
- Phillips, Nigel (* 1963), britischer Politiker und ehemaliger Offizier der Royal Air Force
- Phillips, Nikki (* 1987), polnisch-US-amerikanische Fußballspielerin
- Phillips, Norah, Baroness Phillips (1910–1992), britische Politikerin (Labour Party)
- Phillips, Owen (1906–1983), belizischer Sportschütze
- Phillips, Pauline (1918–2013), amerikanische Kolumnistin
- Phillips, Peg (1918–2002), US-amerikanische Schauspielerin
- Phillips, Peregrine (1800–1888), britischer Chemiker
- Phillips, Peter (1939–2025), britischer Pop-Art Künstler, Maler, Grafiker und Filmemacher
- Phillips, Peter (* 1949), jamaikanischer Politiker (PNP)
- Phillips, Peter (* 1953), britischer Dirigent, Chorleiter und Musikwissenschaftler
- Phillips, Peter (* 1977), britischer Adeliger, Sohn von Prinzessin AnnePeter Phillips (* 1977)

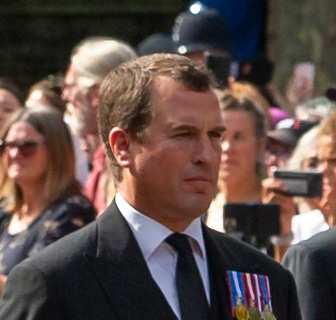
Peter Phillips (* 1977)

- Phillips, Peter C. B. (* 1948), neuseeländischer Wirtschaftswissenschaftler
- Phillips, Philip (1807–1884), US-amerikanischer Rechtsanwalt und Politiker
- Phillips, Phillip (* 1990), US-amerikanischer Rocksänger
- Phillips, Quincy, US-amerikanischer Jazzmusiker (Schlagzeug)
- Phillips, Rachele, walisische Badmintonspielerin
- Phillips, Ralph (1913–1998), US-amerikanischer Mathematiker
- Phillips, Reuben († 1974), US-amerikanischer Jazzmusiker
- Phillips, Richard (1778–1851), britischer Chemiker
- Phillips, Richard (* 1955), US-amerikanischer Kapitän, Buchautor und EntführungsopferRichard Phillips (* 1955)
- Phillips, Richard (* 1962), US-amerikanischer Maler des Hyperrealismus
- Phillips, Robert Allan (1906–1976), US-amerikanischer Mediziner
- Phillips, Rog (1909–1966), amerikanischer Science-Fiction-Autor
- Phillips, Ronald L. (1940–2023), US-amerikanischer Biologe und Biotechnologe
- Phillips, Sally (* 1970), britische Schauspielerin, Drehbuchautorin und Komikerin
- Phillips, Sam (1923–2003), US-amerikanischer Musikproduzent, Gründer der Plattenfirma Sun Records
- Phillips, Sam (* 1962), US-amerikanische Sängerin, Musikerin, Komponistin und Schauspielerin
- Phillips, Samantha, britische Autorin
- Phillips, Samantha (* 1966), US-amerikanische Schauspielerin, Moderatorin und Model
- Phillips, Samuel Cochran (1921–1990), US-amerikanischer General
- Phillips, Samuel F. (1824–1903), US-amerikanischer Jurist, Bürgerrechtler, Politiker und Solicitor General
- Phillips, Samuel junior (1752–1802), US-amerikanischer Politiker
- Phillips, Scott (* 1973), US-amerikanischer Schlagzeuger
- Phillips, Sean, Filmtechniker
- Phillips, Shawn C. (* 1985), US-amerikanischer Schauspieler, Filmschaffender und Webvideoproduzent
- Phillips, Siân (* 1933), britische Schauspielerin
- Phillips, Sid (1907–1973), britischer Jazz-Musiker, Arrangeur, Komponist und Bandleader
- Phillips, Simon (1934–2013), britischer Automobilrennfahrer
- Phillips, Simon (* 1957), britischer Musiker, Drummer der Band TotoSimon Phillips (* 1957)
- Phillips, Sonny (* 1936), US-amerikanischer Soul Jazz-Musiker (Hammond-Orgel, Piano), Komponist und Musikpädagoge
- Phillips, Stephen C. (1801–1857), US-amerikanischer Politiker
- Phillips, Stu (* 1929), US-amerikanischer Film- und Fernsehkomponist
- Phillips, Susan Elizabeth (* 1948), US-amerikanische Autorin
- Phillips, Ted (1933–2018), englischer Fußballspieler
- Phillips, Thomas (1770–1845), englischer Maler und Porträtist
- Phillips, Thomas Rupert († 1936), englischer Fußballspieler und -trainer
- Phillips, Thomas Wharton (1835–1912), US-amerikanischer Politiker
- Phillips, Thomas Wharton junior (1874–1956), US-amerikanischer Politiker
- Phillips, Todd (* 1970), US-amerikanischer Regisseur, Produzent und DrehbuchautorTodd Phillips (* 1970)

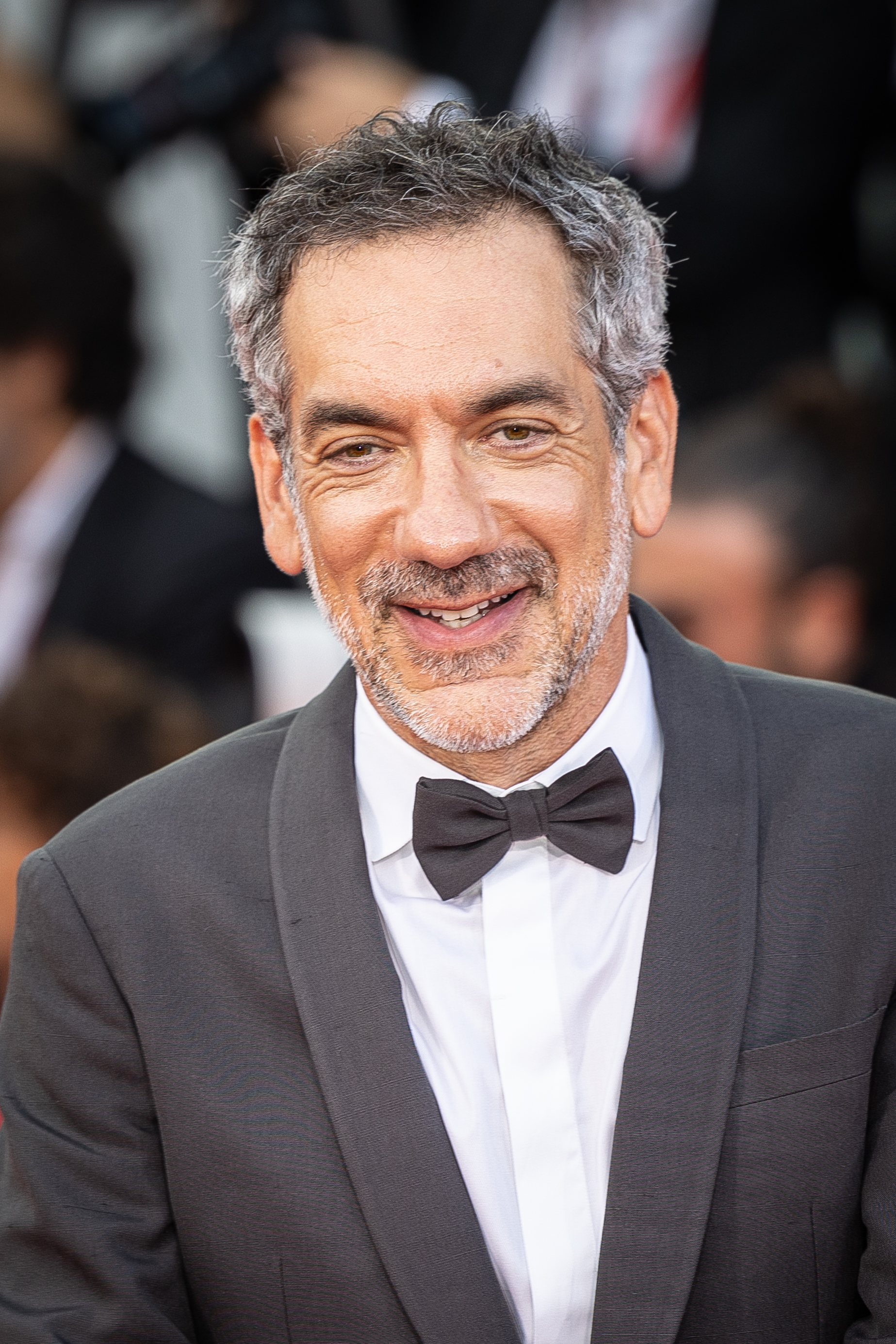
Todd Phillips (* 1970)

- Phillips, Tom Spencer Vaughan (1888–1941), britischer Admiral
- Phillips, Tripp (* 1977), US-amerikanischer Tennisspieler
- Phillips, Ulrich Bonnell (1877–1934), US-amerikanischer Historiker
- Phillips, Utah (1935–2008), US-amerikanischer Musiker und Gewerkschafter
- Phillips, Verno (* 1969), US-amerikanischer Boxer
- Phillips, Vince (* 1963), US-amerikanischer Boxer im Halbweltergewicht
- Phillips, Walter (1846–1920), US-amerikanischer Journalist und Telegraphist
- Phillips, Washington (1880–1954), US-amerikanischer Gospel-Musiker
- Phillips, Wendell (1811–1884), US-amerikanischer Abolitionist und Politiker
- Phillips, Wendell (1925–1975), US-amerikanischer Archäologe und Erdölunternehmer
- Phillips, Wendy (* 1952), US-amerikanische Schauspielerin
- Phillips, William (1731–1781), Artillerieoffizier in der British Army, der als Generalmajor im Amerikanischen Unabhängigkeitskrieg diente
- Phillips, William (1775–1828), britischer Geologe
- Phillips, William (1878–1968), US-amerikanischer Diplomat
- Phillips, William (1943–2022), australischer Wasserballspieler
- Phillips, William (* 1979), französisch-amerikanischer Basketballspieler
- Phillips, William A. (1824–1893), US-amerikanischer Politiker
- Phillips, William Daniel (* 1948), US-amerikanischer Physiker
- Phillips, William junior (1750–1827), US-amerikanischer Politiker
- Phillips, Zack (* 1992), kanadischer Eishockeyspieler
- Phillips, Zane (* 1993), US-amerikanischer Schauspieler
- Phillipson, Bridget (* 1983), britische Politikerin
- Phillipson, Robert (* 1942), britischer Sprachwissenschaftler
- Phillis, Tom (1931–1962), australischer Motorradrennfahrer
- Philliskirk, Daniel (* 1991), englischer Fußballspieler

##### Phillp
- Phillpott, Margaret (* 1954), australische Speerwerferin
- Phillpotts, Bertha (1877–1932), britische Skandinavistin
- Phillpotts, Eden (1862–1960), englischer Schriftsteller
- Phillpotts, Edward (1871–1952), britischer Konteradmiral

#### Philm
- Philmore, Isaiah (* 1989), amerikanisch-deutscher Basketballspieler

#### Philo
- Philo, Mark (1984–2006), englischer Fußballspieler
- Philo, Phoebe (* 1973), britische ModedesignerinPhoebe Philo (* 1973)

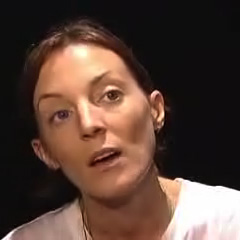
Phoebe Philo (* 1973)

- Philochoros, griechischer Historiker und Mythograph
- Philoctète, René (1932–1995), haitianischer Schriftsteller
- Philodamus Bassus, Publius, antiker römischer Goldschmied
- Philodemos von Gadara, epikureischer Philosoph
- Philogene, Jaden (* 2002), englischer Fußballspieler
- Philokles († 405 v. Chr.), griechischer General
- Philokrates, attischer Politiker
- Philolaos, antiker griechischer Philosoph (Pythagoreer)
- Philolaos von Korinth, griechischer Gesetzgeber (um 725 v. Chr.)
- Philologus von Rom, Schüler des Paulus in Rom
- Philombé, René (1930–2001), kamerunischer Schriftsteller
- Philomelos († 355 v. Chr.), Feldherr der Phoker
- Philomena von Rom († 302), christliche Jungfrau und MärtyrinPhilomena von Rom († 302)

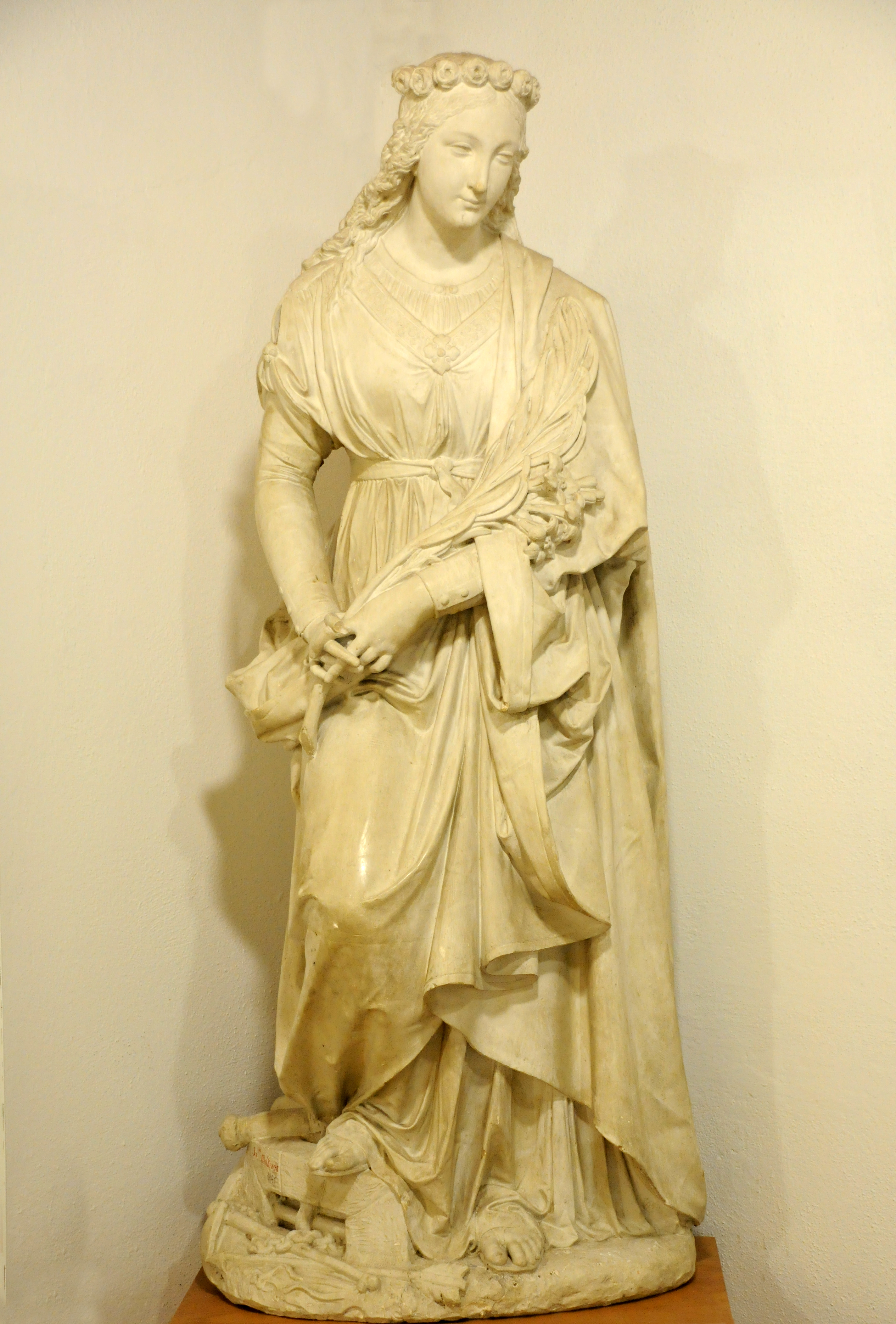
Philomena von Rom († 302)

- Philomena von Sanseverino, frühchristliche Märtyrin
- Philomusus, antiker römischer Vergolder
- Philon, antiker griechischer Toreut
- Philon, griechischer Bildhauer
- Philon, Heiliger
- Philon von Alexandria, jüdisch-hellenistischer Verfasser theologisch-philosophischer und historischer Schriften
- Philon von Byzanz, griechischer Erfinder, Konstrukteur und Autor, Schüler des Ktesibios
- Philon von Eleusis, antiker griechischer Architekt
- Philon von Gadara, griechischer antiker Mathematiker
- Philon von Larisa, antiker griechischer Philosoph
- Philon von Megara, griechischer Dialektiker
- Philonides, antiker griechischer Philosoph
- Philopoimen (* 253 v. Chr.), griechischer Feldherr
- Philostephanos, griechischer Dichter und Historiker
- Philostorgios, spätantiker Kirchenhistoriker
- Philostratos von Athen, antiker Historiker
- Philotas, Feldherr des Perdikkas und des Antigonos Monophthalmos
- Philotas († 330 v. Chr.), Feldherr unter Alexander dem Großen
- Philotas, makedonischer Satrap von Kilikien
- Philothea von Athen (1522–1589), orthodoxe Heilige, Stadtpatronin von Athen
- Philotheos, byzantinischer Zeremonienmeister
- Philotheos Kokkinos, Patriarch von Konstantinopel
- Philoxenos, antiker griechischer Chirurg
- Philoxenos, Feldherr Alexanders des Großen, Satrap von Karien und Kilikien
- Philoxenos, Gefolgsmann Alexanders des Großen, Zivilverwalter Kleinasiens
- Philoxenos, griechischer Architekt
- Philoxenos, griechischer Bildhauer
- Philoxenos, griechischer Koroplast
- Philoxenos, indo-griechischer König
- Philoxenos von Eretria, griechischer Maler
- Philoxenos von Kythera († 380 v. Chr.), griechischer Dithyrambendichter
- Philoxenos von Mabbug, Theologe

#### Philp
- Philp, Chris (* 1976), britischer Politiker der Konservativen Partei
- Philp, Colin (1964–2021), fidschianischer Regattasegler
- Philp, James George (1816–1885), englischer Landschaftsmaler
- Philp, Ronny (* 1989), deutscher Fußballspieler
- Philp, Trevor (* 1992), kanadischer Skirennläufer
- Philpot, Elizabeth (1780–1857), britische Fossiliensammlerin und frühe PaläontologinElizabeth Philpot (1780–1857)

Elizabeth Philpot (1780–1857)

- Philpot, Glyn Warren (1884–1937), englischer Maler
- Philpott, Harvey Cloyd (1909–1961), US-amerikanischer Politiker
- Philpott, Jane (* 1960), kanadische Medizinerin und Politikerin

#### Phils
- Philson, Robert (1759–1831), US-amerikanischer Politiker

#### Philt
- Philtjens, Davina (* 1989), belgische Fußballspielerin

#### Phily
- Philyaw, Deesha, US-amerikanische Autorin

### Phim
- Phimpae, Phitak (* 2000), thailändischer Fußballspieler

### Phin
- Phin Choonhavan (1891–1973), thailändischer Militär
- Phineus-Maler, griechischer Vasenmaler der Chalkidischen Vasenmalerei
- Phinit Chaichana (* 1993), thailändischer Fußballspieler
- Phinney von Olnhausen, Mary (1818–1902), US-amerikanische Krankenschwester und Abolitionistin
- Phinney, Davis (* 1959), US-amerikanischer Radrennfahrer
- Phinney, Kelsey (* 1994), US-amerikanische Skilangläuferin
- Phinney, Taylor (* 1990), US-amerikanischer Bahn- und StraßenradrennfahrerTaylor Phinney (* 1990)

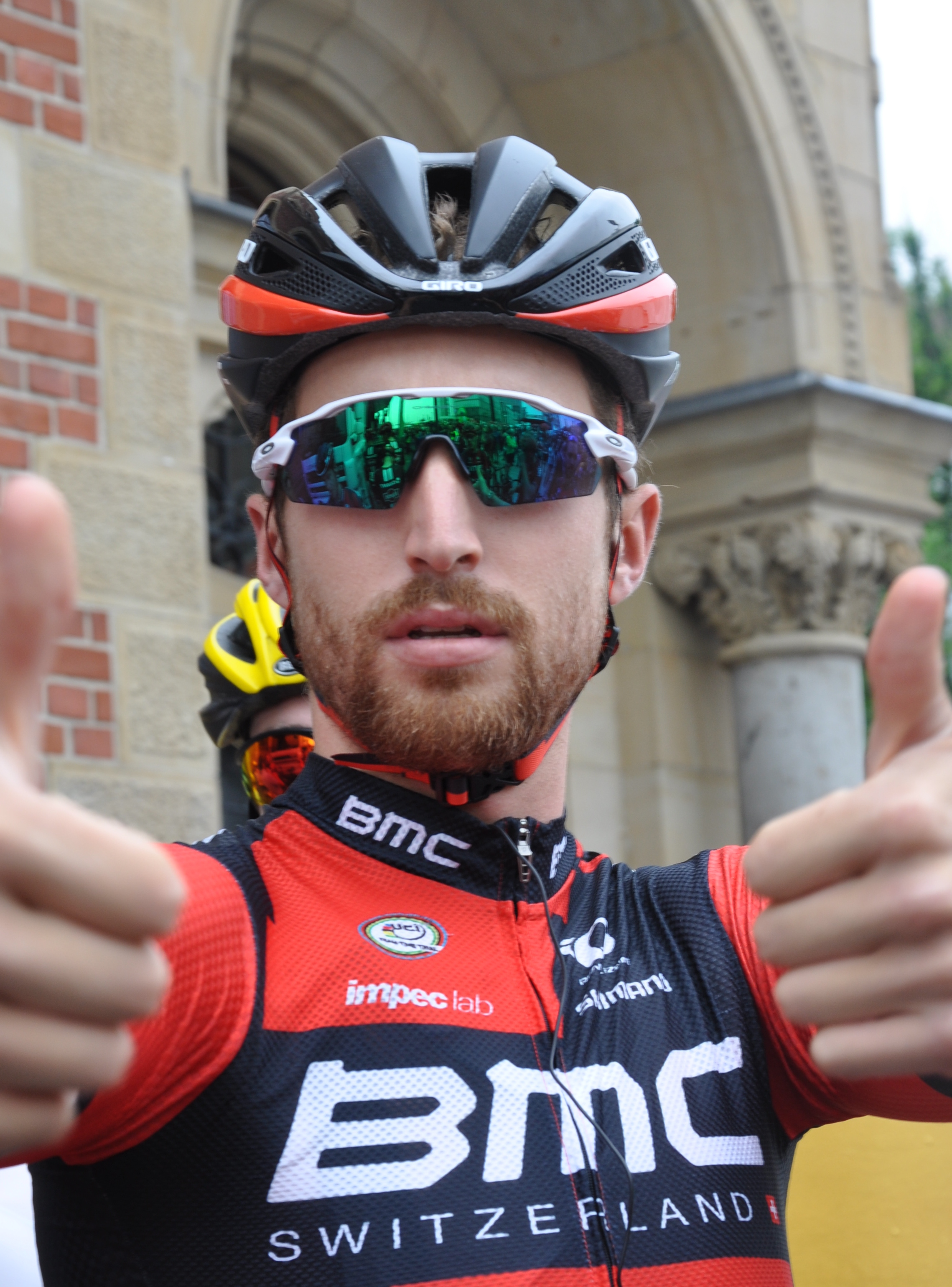
Taylor Phinney (* 1990)

- Phinny, Ryan (* 1989), US-amerikanischer Automobilrennfahrer
- Phinot, Dominique, franko-flämischer Komponist und Sänger der Renaissance
- Phintas († 682 v. Chr.), Nachkomme des messenischen Königs Androkles aus dem Geschlecht der Aipytiden
- Phinthong, Pratchaya (* 1974), thailändischer Konzeptkünstler
- Phintias, attischer Töpfer
- Phintias, griechischer Töpfer und Vasenmaler
- Phintias von Akragas († 279 v. Chr.), Tyrann von Akragas
- Phintys, griechische Pythagoreerin

### Phip
- Phiphat Saengwong (* 1999), thailändischer Fußballspieler
- Phipps, Charles John (1835–1897), britischer Theaterarchitekt
- Phipps, Constantine, 1. Marquess of Normanby (1797–1863), britischer Politiker (Tories, Conservative Party), Mitglied des House of Commons und Peer
- Phipps, Constantine, 2. Baron Mulgrave (1744–1792), britischer Entdeckungsreisender
- Phipps, Constantine, 5. Marquess of Normanby (* 1954), britischer Peer und Politiker
- Phipps, Eric (1875–1945), britischer Diplomat
- Phipps, Frances (1926–2013), kanadische Luftfahrtunternehmerin, erste Frau am Nordpol
- Phipps, George, 2. Marquess of Normanby (1819–1890), britischer Politiker, Vizegouverneur von Nova Scotia, sowie Gouverneur von Queensland, Neuseeland und Victoria
- Phipps, Grace (* 1992), US-amerikanische SchauspielerinGrace Phipps (* 1992)

Grace Phipps (* 1992)

- Phipps, Henry, 1. Earl of Mulgrave (1755–1831), britischer General und Politiker
- Phipps, James (1788–1853), englischer Pockenimpfpatient
- Phipps, Jeremy (1942–2021), britischer Generalmajor
- Phipps, Jimmy (1912–2007), US-amerikanischer Jazz- und Rhythm-and-Blues-Musiker (Piano)
- Phipps, Lawrence C. (1862–1958), US-amerikanischer Politiker
- Phipps, Martin, britischer Komponist
- Phipps, Simon (1921–2001), britischer anglikanischer Theologe und Bischof von Lincoln
- Phipps, William Edward (1922–2018), US-amerikanischer Schauspieler
- Phips, Spencer (1685–1757), Gouverneur und Vizegouverneur der Province of Massachusetts Bay
- Phips, William (1651–1695), neuenglischer Abenteurer, Militär und königlicher Gouverneur von MassachusettsWilliam Phips (1651–1695)

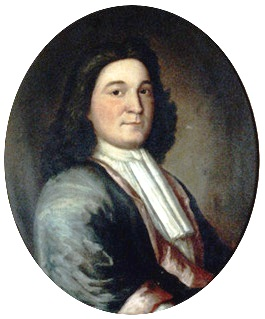
William Phips (1651–1695)

- Phipson, Joan (1912–2003), australische Kinderbuchautorin
- Phipson, Sidney Lovell (1851–1929), britischer Rechtsanwalt und Historiker

### Phir
- Phiraphat Khamphaeng (* 2001), thailändischer Fußballspieler
- Phiri, Andrew, sambischer Fußballspieler
- Phiri, Benjamin (* 1959), sambischer römisch-katholischer Geistlicher, Erzbischof von Ndola
- Phiri, Bobang (* 1968), südafrikanischer Sprinter
- Phiri, David (1937–2012), sambischer Manager
- Phiri, Gabriel Msipu (* 1964), sambischer römisch-katholischer Geistlicher und Weihbischof in Chipata
- Phiri, Gerald (* 1988), sambischer Leichtathlet
- Phiri, Innocent (* 1986), malawischer Fußballtorwart
- Phiri, Kinnah (* 1954), malawischer Fußballspieler und -trainer
- Phiri, Patrick (* 1956), sambischer Fußballspieler und -trainer
- Phiri, Ray (1947–2017), südafrikanischer Musiker
- Phiri, Vast (* 1996), sambische Fußballspielerin
- Phiri, Virginia (* 1954), simbabwische Autorin

### Phis
- Phissamay, Bountiem, laotischer Politiker, Wissenschaftler, Ökonom und Fußballfunktionär
- Phister, Elijah (1822–1887), US-amerikanischer Politiker

### Phit
- Phitchanon Chanluang (* 1997), thailändischer Fußballspieler
- Phithadas, böotischer Töpfer
- Phitiwat Sukjitthammakul (* 1995), thailändischer Fußballspieler
- Phituckchai Limraksa (* 1997), thailändischer Fußballspieler

### Phiv
- Phivana, Tim (* 1940), kambodschanischer Radrennfahrer